# 蒼穹のファフナー
『蒼穹のファフナー』（そうきゅうのファフナー）は、2004年7月から12月までテレビ放送された日本のテレビアニメ作品。制作はXEBEC（“ 無印 ”または“ 1期 ”、RIGHT OF LEFT、HEAVEN AND EARTH）→XEBECzwei（EXODUS）→IGzwei（THE BEYOND）→Production I.G（BEHIND THE LINE）。
本作の放送後、続編シリーズが数作造られ、劇場版も公開されている。2005年にスペシャル番組『蒼穹のファフナー RIGHT OF LEFT』放送、2010年に劇場版『蒼穹のファフナー HEAVEN AND EARTH』公開、2015年にTVシリーズ2期『蒼穹のファフナー EXODUS』放送、2019年から2021年にOVA『蒼穹のファフナー THE BEYOND』が2019年から2021年にかけて計4度劇場公開され、2023年にはOVA『蒼穹のファフナー BEHIND THE LINE』が劇場公開された。
これらのシリーズ作品は「島・ロボット・群像劇・少年少女」をキーワードにオリジナルアニメとして企画・制作されている。近未来に未知の生命体“フェストゥム”によって侵略され人類存亡の危機に瀕した地球で、南海の孤島“竜宮島”を主な舞台とし、少年少女たちが巨大ロボット“ファフナー”に搭乗して島を守る。シリーズ化されてからは物語内の時間経過も十数年に及び世代交代も進んでおり、「年代記」的な趣きも出ている。

## 沿革
2004年7月4日から12月26日までTVシリーズ1期『蒼穹のファフナー』がテレビ東京ほかで放送された。全26話。1期では少年少女達の日常が人類の存亡を賭けた戦いへと転じ、敵性存在との接触を経て、最終的には普通の中学生としてのドラマに帰結する物語が描かれた。
2005年12月29日、TVシリーズの前日談に当たる『蒼穹のファフナー RIGHT OF LEFT』（そうきゅうのファフナー ライト オブ レフト）がテレビスペシャル番組としてテレビ東京他で放送。TVシリーズ1期の少し前に竜宮島で起こった悲劇が描かれた。「RIGHT OF LEFT」には、「去り行く者達（LEFT）の権利（RIGHT）」という意味が込められている。平成18年度（第10回）文化庁メディア芸術祭審査委員会推薦作品を受賞。
2010年12月25日、長編アニメーション映画『蒼穹のファフナー HEAVEN AND EARTH』（そうきゅうのファフナー ヘブン アンド アース）がシネマサンシャイン池袋他全国10館で公開。TVシリーズの2年後（2148年）を舞台に、TVアニメ2期『EXODUS』に繋がる物語が描かれた。キャッチコピーは「命をもったフェストゥム 人になりたかった… そう皆城総士という名の人間に だから俺はここに来たんだ」。映画公開記念として2010年12月18日にはTVシリーズのオールナイト上映会も実施された。ぴあ初日満足度ランキング（ぴあ映画生活調べ）では第2位になるなど小規模公開ながら高評価されている。2019年1月18日より4DXバージョンが上映。
2015年、TVシリーズ2期『蒼穹のファフナー EXODUS』（そうきゅうのファフナーエグゾダス）が制作され、MBSをキー局とするアニメ枠『アニメイズム』（TBS・CBCおよびBS-TBS、ほか）にて、1月より4月まで第1クールが放送され、10月より12月まで第2クールが放送された。全26話。また、今シリーズからBS-TBSで全国無料放送が実現されたものの、地上波での放送地域は縮小された。2期では劇場版（第二次蒼穹作戦）の流れを踏まえ、混迷の只中にある西暦2150年を起点とした世界を舞台とし19歳に成長した一騎と総士に迫る生存限界とその帰結を中心にした物語が描かれた。歴代シリーズで脚本を手がけてきた冲方丁、メカニックデザインを手がけてきた鷲尾直広などが制作に関わった。他局のアニメをテレビ東京が引き継ぐかたちで放送する例は過去にもあったが、本作もその逆である。
2016年12月29日、OVA『蒼穹のファフナー THE BEYOND』の制作が発表され、2019年から2021年にかけてBlu-rayおよびDVD発売と4度に渡る劇場での先行上映が行われた。
2021年12月27日、スピンオフとなるOVA『蒼穹のファフナー BEHIND THE LINE』の制作が発表され、2023年1月20日より劇場での先行上映が行われた。公式サイトによれば「1話完結の"平和なスピンオフ"ストーリー」であるとのこと。

## あらすじ

### TVシリーズ第1期
太平洋に浮かぶ孤島・竜宮島。ある夏の日、好奇心に駆られた少年たちはラジオから流れ出す未知なる者の声を聞く。「あなたはそこにいますか…」。
それから数年後の西暦2146年、竜宮島に再びその声がこだまする。それこそ正しく未知の生命体“フェストゥム”による侵攻の合図だった。突如飛来した金色に輝く美しき“敵”は平和な島を一瞬にして地獄へと変える。島の大人たちはフェストゥムに対抗すべく組織された“アルヴィス”の人間だった。彼らにより、島は武装した要塞へと姿を変え、死力を尽くした抵抗が始まる。搭乗予定者・蔵前果林の死により窮地に立たされたアルヴィス司令・皆城公蔵は最適格者である真壁一騎の実戦投入を決断する。幼馴染みの皆城総士に促されるまま、一騎は人型決戦兵器・“ファフナー”に搭乗し、総士も戦闘指揮システムジークフリード・システムを起動する。何の疑いもなく信じていた世界は偽りだった。仰ぎ見ていた美しい空も偽りだった。祖国日本は既になく、人類はフェストゥムの侵略で全滅の危機に瀕していた。
一騎は尋ねる。「俺たちはどこへ行くんだ?」。総士は答える。「楽園だよ」。こうして少年たちは、人類の存亡をかけた激しい戦いの渦に巻き込まれていくのだった。
公蔵を初めとした犠牲者を出した後、新たに司令となった真壁史彦の指揮の下で戦いに身を投じることとなった子供達。その中で羽佐間翔子が命を落とし、春日井甲洋がフェストゥムに同化されて倒れる。二人の後に続き近藤剣司、要咲良、小楯衛がパイロットとなるが、仲間の犠牲よりもファフナーを重んじる総士の意志が分からなくなってしまった一騎は教員の一人である狩谷由紀恵に誘われて島の外を見るべく旅だった。しかし、それはフェストゥムと戦う新国連が擁する人類軍のスパイである狩谷の罠であり、彼女は一騎とファフナーを手土産に人類軍に寝返る。更に、連行された人類軍モルドヴァ基地にはかつて島を出て行ったミツヒロ・バートランド、日野洋治と彼の息子である日野道生の姿もあった。そして、かつて一騎の母であった真壁紅音を同化したフェストゥム、ミョルニアが洋治によって匿われていた。
洋治から自らの下で働くことを誘われ戸惑う一騎。しかし、考える間もなく基地内に侵入していたフェストゥムによって一騎は再び戦うこととなる。危機に陥る一騎を救ったのはミョルニアであった。彼女は洋治が開発したファフナーザルヴァートル・モデル　マークザインを一騎に託すために現れた。マークザインの暴走の中で一騎はかつて総士の左目を傷つけた過去の真相とそれからの総士の意志を知る。そして、迎えに来た遠見真矢と溝口恭介と共に島へ戻る決意をする。
同じ頃、竜宮島のファフナーを手に入れるべく人類軍大佐ダッドリー・バーンズは狩谷と道生、道生の部下である少女パイロットカノン・メンフィスを率いて竜宮島へ襲来、人間と戦うことを禁ずる史彦は島民の安全を第一に島をバーンズに明け渡すが、間もなくフェストゥムが襲来する。しかし、ファフナーはおろかシステムの扱い方を把握していない人類軍はフェストゥムに対抗できずに窮地に追い込まれる。その状況下、島のコアである皆城乙姫が目覚め、史彦らを導く。そして、帰還した一騎の活躍で敵を退けることに成功する。占領に失敗した人類軍は撤退するが、島に残ったカノンは命令により島もろとも自爆しようとしていた。一騎の必死の説得でカノンは投降、道生もまた狩谷の協力を得て島へ帰還した。
人類軍とフェストゥムを退けてからしばらく、遠見一家とミツヒロの間で真矢のパイロット適性を巡る査問委員会、同化された甲洋の覚醒およびスレイブ型フェストゥムへの変化など事件はあったものの島は敵を退けながらも平和な時を過ごしていた。道生は5年ぶりに我が家に戻り、恋人の遠見弓子と生活を始め、カノンもまた羽佐間家に住み、一騎達の同級生として暮らすことになる。同様に捨て駒にされた人類軍兵士達も島で平和という文化を学びながら新たな生活を始める。
一方、ミツヒロは新たなザルヴァートル・モデルマークニヒトの開発を進めていた。それは北極に存在するフェストゥムの中枢であるミールを討つ最終決戦ヘヴンズドアのためであった。島もまた、その作戦への参加の選択肢を迫られているのも事実であり、その日は徐々に近づいていた。
平和な時を過ごす中、史彦は敵の襲来に意図的なものを感じるが、ある日島の生態系に異変が起こる。突然花が咲き乱れ、多くの虫が溢れかえった。それから間もなく、突然島中の植物が枯れ、虫が死んでしまう。そして、咲良が同化現象の進行によって倒れてしまい、直後の戦闘では衛が命を落とし、剣司も恐怖に駆られて引きこもってしまう。これまでの敵はパイロットの同化現象を促すための犠牲、すなわちフェストゥムが犠牲という概念を理解し消耗戦を仕掛けてきた証であった。咲良が倒れて間もなく、カノンは島に自らの居場所を見出し、フェストゥムの因子を移植する。更に、人類軍ではミツヒロが開発したマークニヒトが狩谷諸共マスター型フェストゥムイドゥンに同化され、ミツヒロも自らの悲願そのものによって葬られる。憎しみという感情を学んだイドゥンは島に来襲し、ジークフリード・システム諸共総士を連れ去り、道生も犠牲になり、一騎も同化現象の進行で身体機能が大きく衰えてしまう。
多くの犠牲を出した島は北極の最終作戦への参加を決定する。そこへミョルニアが現れ、総士の生存を告げる。それと同時に共鳴核となった紅音がこれまでの会話の末に得たデータの一部を提供する。その中には同化現象の緩和方法、洋治の設計思想に基づく機体の改良方法も含まれており、北極にある紅音の共鳴核には更に多くの回答があることを知る。機体を改良したアルヴィスは総士の奪還とデータの入手をするべく薬の投与を受けた一騎と真矢、因子が定着したカノン、母の死をきっかけに立ち直った剣司の四人に出撃を命ずる。北極の天候は快晴、それに因み蒼穹作戦と名付けられた作戦が開始され、一騎達は総士を救い五人で島へ帰る決意を胸に北極へ旅立った。
そして、乙姫にも最後の時が近づいていた。竜宮島には島周囲の空気としてミールが存在していた。そのミールが生と死を誤った形で理解していたためにミール共々島が死んでしまうことを防ぐべく、乙姫は岩戸へ戻り、生と死の循環を教えるのだった。

### TVスペシャル『RIGHT OF LEFT』
『蒼穹のファフナー』から1年前、人類軍とフェストゥムの両方から追われ身を隠してきた竜宮島は、フェストゥムに探知される危機を迎えていた。
いまだ戦闘準備の整わない竜宮島は、ついに「L計画」という危機回避プランを実行に移すことを決定する。それは、島の一部・アルヴィス左翼部L区画を切り離して囮とし、本島へのフェストゥムによる探知をかわすという陽動作戦だった。
将陵僚はずっと想いを寄せ、まだ島の真実を知らない幼なじみの生駒裕未と穏やかに暮らす中で計画参加を決めていた。そんなある日、祐未の父生駒正幸が病で動く事も喋ることも出来ないにも拘わらず庭に倒れていた。「アルヴィスへ…」と言い残す息を引き取る父を看取った祐未は葬儀の後、ある計画書を発見する。それはL計画の計画書であった。同時に祐未はメモリージングにより島の真実を知り、僚や総士もそれに関わっていたことを知らされる。そして、父が立案した計画への参加を決意する。僚もまた愛犬のプクを蔵前に預け、8人の少年少女達は、対フェストゥム兵器ファフナー「ティターン・モデル」のパイロットとして過酷な戦いに身を投じることとなる。
僚達が厳しい戦いを強いられている頃、総士は一騎が付けた左目の傷が原因でファフナー搭乗が適わず、ジークフリード・システムの搭乗者を命じられる。仲間を前線に出す役割を負わせる父に反発し、L計画の承認も疑うが、公蔵は計画立案者でもある祐未の父が全員の生還を念頭に置いていたからこそ承認したと告げる。
そして、僚達は敵との戦いよりも同化現象によるパイロットの死によって精神的にも追い詰められていく中、L計画最終日が訪れる。Lボート最終区画には参加者全員分の脱出を考慮した潜水艇が配置されていたのだった。同時にフェストゥムが現れ、僚と祐未が迎撃に出る。その間生き残った計画参加者達は潜水艇に搭乗し、アルヴィスも蔵前のマークツヴァイを発進させて潜水艇との合流を図る。そこで思いもよらない事態が発生する。海に適応できないはずのフェストゥムが海に現れたのだった。潜水艇の消滅を知った僚は島へ帰りたいと叫ぶ祐未を制止し、2人で海底へ降りる。同じ頃、公蔵は総士と蔵前に合流中止を言い渡すが、機体に残されたデータ回収の目的で、最悪の事態を考慮しつつマークツヴァイを向かわせた。
海底に降りた僚は祐未にこれまで秘めていた想いを打ち明け、祐未もまたそれに応える。それから間もなく祐未は同化現象により命を落とし、僚もそれまでの戦いの音声記録を残し、機体のフェンリルを起動する。自爆直前に現れたフェストゥムを見た僚は、フェストゥムも命があると悟り、海へ消える。2機のティターン・モデルの消滅を確認した公蔵は、それが海にフェストゥムがいるという無言のメッセージと悟る。
数か月後、ティターン・モデルの残骸が流れ着き、回収されたコクピットブロックにプクが駆け寄る。それを見た総士と蔵前はそれが僚の機体であると確信し、音声メッセージは大人達に告げられ、皆が涙を流す。それから間もなく、プクも遼の機体のコクピットで、もういない主人の側で寄り添い眠るように息を引き取る。
そして、総士は一足先に帰る蔵前を見送り、共に戦えることを願い一時的な別れを告げる。こうして、一騎達がまだ何も知らない頃に起きた竜宮島の戦いは幕を下ろしたのだった。

### 劇場版『HEAVEN AND EARTH』
北極の「第一次蒼穹作戦」作戦以降、フェストゥムは群体活動をやめ、個体としての活動を開始していた。引き続き人類に敵対するもの、共生を選択したもの、様々な個体が様々な「状況」を起こしたことで、世界は混迷の時代を迎えていた。
2148年、島の平和は守られたはずだった。総士は存在が消滅しながらも、いつか竜宮島へ戻ると一騎と約束をした。少年少女たちは取り戻した平和の中、日々を生きていた。その中でお盆祭りが行われる日、島で初めての自然受胎で生まれた子日野美羽が真矢と遊んでいる時に「おおきなおふねがくるよ」と告げる。祭りの夜、美羽の言葉通り、1隻の艦が竜宮島へ打ち揚げられる。中には1人の少年が眠っており、同時に人類の武器を使用するフェストゥムエウロス型が現れ、苦戦する中一騎達はこれを撃退する。
少年の名は来主操。北極での決戦後に新たに誕生したミールの元で活動するフェストゥムであった。彼はミールの使者として、人類と他のミールの統括する群れに対し、共同戦線を申し入れていた。これまでにない事態にアルヴィスは困惑するが、彼は告げる。「空がコアの命を奪う」と。新たなミールの存在、フェストゥムの側にいる総士、島は新たな戦いに巻き込まれていく。
一騎達の後輩である西尾里奈、西尾暉、立上芹、堂馬広登がパイロットとして参戦し、戦いが激化する中、一騎は総士が操に何かを託したことを感じ、対話を始めるのだった。しかし、戦いの中で島は徐々に蝕まれていき、史彦を初めとした大人達はかつて人類軍と戦った後遺症に苦しむ中、史彦は意識体となった乙姫からある可能性を告げられる。
戦いの中、芹はフェストゥムが「いたい。たすけて」と泣いていることを知り、慟哭する。そして、コアの負荷を軽減すべくワルキューレの岩戸に入り、乙姫と束の間の再会をする。戦いを見ていることしか出来ない一騎はミールを「神様」、自身を「ミールの手」と表現する操に「空を奪う悲しみ」をミールに伝えるよう訴える。しかし、操はミールに抗うことが出来ずにマークザインの中に封じられていたマークニヒトのパイロットとなる。一騎はマークザインで出撃するが、マークニヒトとの戦闘で消滅してしまう。同時に窮地に陥る剣司達を、自らをマークフィアーのコアとして帰還した甲洋が救った後、突然敵が去って行った。
ミールの元へ帰った操は仲間の痛みと憎しみに苦しむ中、真壁紅音だったミョルニアに問われる。「お前はなぜそこにいる？」と。操は北極ミールが消滅した後に初めて存在することを望んだフェストゥムであった。しかし、操はその問いに答えることは出来ず、痛みを消すべく竜宮島との決戦を決意する。
敵を退けたのは美羽であった。彼女は人間と異なるフェストゥムの言葉と感情を理解する島で唯一の存在であり、「おはなし」によってエウロス型の群れを撤退させたのであった。そして、弓子を通して美羽から一騎はまだ帰ってこられると告げられた史彦は、島のミールの経験を操のミールに伝えるべく、美羽とミールの対話を決定する。
戦力を大きく削がれたアルヴィスは、機体を失った里奈と暉をゼロファフナーに搭乗させ、甲洋も戦力に配属することで第二次蒼穹作戦を開始する。それは、フェストゥムから対話を求められたのとは逆に、人類から対話を求める最後の戦いの始まりであった。

### TVシリーズ第2期『EXODUS』
西暦2150年6月25日、人類の数少ない生存圏にして太平洋圏最大の輸送基地であるハワイが、フェストゥムの大群に襲われる。40年の時を経て、彼らは人類が命を保つ術、食事という行為とその根幹を成すものを理解したのであった。救援に駆けつけたファフナー部隊さえも同化し、攻撃させるまでに進化したフェストゥムに人類軍はなすすべもなく、新国連本部が発令した「交戦規定アルファ」により人類軍の爆撃機はフェストゥムだけでなく、基地部隊と増援部隊、そして市民諸共核で焼き払った。生存者の救助へ向かった基地司令官ナレイン・ワイズマン・ボースは、1体のフェストゥムに守られた1人の少女を保護した。少女の名はエメリー・アーモンド、ミールの欠片を持つ新たな希望であった。
それから1年後の西暦2151年、フェストゥムとの戦いから一歩引き、再び世界から隠れていた竜宮島にも遂に「状況」の影響が起こる。過去に島を幾度も襲撃していた人類軍が再びやってきたのだ。身構えるアルヴィスの人々だったが、一人の少女と共に来訪したペルセウス中隊を統率するナレイン将軍に敵意は無かった。そしてそれを追い、北極ミールの欠片から生まれた、人類に敵意を持つ巨大なフェストゥム・アザゼル型・ウォーカーが現れる。
ナレインが連れてきた少女エメリーが美羽とミールを通じてクロッシングで交信していたこと、六体のアザゼル型と「間もなく外宇宙から襲来する新たなミール・アルタイルが世界のパワーバランスを変革する」ことを知る史彦。アルタイルを味方にして人類とフェストゥムの長い戦いを終わらせるため、美羽に自身が管理するミール・世界樹を通してアルタイルと対話してほしいと真摯に要請するナレインに対し、積年の因縁と戦力の都合から即答出来ないアルヴィスのメンバー。だが、エメリーが島のコアと対話することで、コアがファフナーに新たなる力を与え、島外へ美羽を護衛するファフナーを派遣する余力が出来たこともあり、人類へ希望をもたらす可能性のある要請に応えることにした。
一方、立派な大人に成長した第1世代のファフナーパイロットたちは、溝口に弟子入りして戦闘機乗りに転向した真矢を除き、それぞれ現役パイロットを退いて訓練教官や整備士に転向していた。一騎は「料理人」として、総士もアルベリヒト研究機関の「研究者」として第2の人生を歩んでいた。だが、「二度と一騎をファフナーに乗せない」という強い覚悟を抱いていた真矢とカノンの想いは、再び激化するフェストゥムとの戦いにより、はかなくも裏切られてしまうことになる。ファフナー乗りの証であった「今も指に残る傷跡」を持つ彼らは、やがてそれぞれの戦う理由と決意を胸に、再びファフナーやジークフリードシステムに搭乗することになる。
一騎達がペルセウス中隊のパイロット、ジョナサン・ミツヒロ・バートランド、アイシュワリア・フェイン、ビリー・モーガンとの一時の交流を終えた後、新世代のファフナーパイロット・鏑木彗、御門零央、水鏡美三香を島の防衛に残し、選抜メンバーたちはナレインの管轄するエリア・シュリーナガルへと向かう。だが、シュリーナガルはアザゼル型･ロードランナーに蹂躙され、世界樹も破壊されて真矢や広登、美羽たちは絶体絶命の窮地に陥る。彼らの危機を救うため一騎と総士が追加派遣される。2人はフェストゥムの大軍を殲滅し、ロードランナーも退け、同化された人類軍のパイロットたちも救う「奇跡」を見せる。だが、それは同時にシュリーナガルで生き残った2万人の人々とミールを新天地まで退避させる過酷な旅の始まりでもあった。一騎は、組織的かつ戦略的に消耗殲滅戦を仕掛けるフェストゥムの背後に何者かの悪意を感じ取る。旅の果てに人類軍ダッカ基地付近に到達した彼らを待ち受けていたのは、「交戦規定アルファ」発動によりナレイン一行を「同化された人類」として殲滅しようとする人類軍のファフナー部隊だった。一方的に殺される市民達、広登もその犠牲となってマークフュンフが奪われる。
そして、島でも変化が起こる。新たな島のコア皆城織姫の元で戦うファフナーパイロット達がフェストゥムの力・SDPを発揮し、新たな同化現象に苦しむ。後輩達を支えるべく咲良と共にパイロットに復帰したカノンは、未来を見る能力に目覚め、分岐する運命の果てに竜宮島が無残にも壊滅し、仲間が一人もいない未来を見てしまう。カノンは未来改変を信じ、孤独な戦いを続ける。その果てに一騎と2人だけ生き残る未来に辿り着いたカノンだったが、カノンはそれを選ばず一人消滅する。しかし、カノンは新たなファフナー、エインヘリアル・モデルの設計データ、そして派遣部隊との合流ポイントを記していた。それはカノンが自らの命を使い遺した希望であった。
彗たちの同化現象が深刻化し、島を脱出するプランデルタの実行が考慮されるほどに島の生態系も狂い始め、住人の健康が脅かされる絶望的で暗い状況に、剣司と咲良は夫婦になることを決め、結婚式を挙げる。そしてカノンが遺したエインヘリアル・モデルが完成し、剣司もパイロットに復帰する。史彦は竜宮島を奪還し、一騎達と合流すべく第三次蒼穹作戦を開始する。だが、作戦は開始当初からウォーカーの激しい妨害に遭う。そんな絶体絶命の窮地を救ったのは、一騎との約束を守るため目覚めた甲洋だった。甲洋の参戦により島は優勢を取り戻し、島の奪還に成功する。
人類とフェストゥム双方から攻撃を受け続け、絶望的な状況に立たされた一騎達はようやく島を目前にする。島の人々と再会出来ると喜ぶ一同だったが、人類軍とアザゼル型が現れてアイが命を落とし、劣勢に苦しむ一騎たち。しかし、美羽とエメリーに呼ばれた二代目・来主操とボレアリオスが救援に現れ、島も合流したことで形勢は一挙に逆転する。だが、その戦いの背後で人類軍はジョナサンとビリーを拘束し、真矢を拉致する。ダーウィン基地で新国連事務総長ヘスター・ギャロップは、真矢にザルヴァートル・モデルマークレゾンへの搭乗を依頼すると共に、真矢は新国連は第三アルヴィス海神島、別名アトランティスのコアをプロメテウスとして利用し、ジョナサンがそれから産み出されたパペットであり、本人が意図することなく「スパイ」として人類軍が保有する宇宙ステーションアザゼル型･ベイグラントに竜宮島やナレインたちの情報を与えていたことが明かされる。ヘスターは不要となったジョナサンの人格を無情にも消し去るよう命じる。だが、人類への復讐を目論むプロメテウスはジョナサンを憎しみの器とし、フェストゥムとして覚醒させるのだった。
一方、合流を果たしたナレインは史彦に、世界樹を根付かせる新天地もまた第三アルヴィスであることを告げ、総士は真矢を奪還するべく行動を開始する。しかし、一騎は度重なる同化現象の負荷により昏睡状態に陥っていた。総士や溝口達はダーウィン基地に向かい、交渉の途中で生じたバーンズによるヘスター暗殺未遂、プロメテウスの蜂起による混乱に乗じて真矢を助け出す。混乱の中でコアに支配されたジョナサンはマークレゾンを奪い、わずかに残った自我で真矢達を見送る。ヘスターが基地を放棄した後、バーンズは解放され、新国連から独立した人類軍のトップに据えられる。同時に島では第三アルヴィス上陸に向けた動きが進められた。途中の戦闘で暉が犠牲になるも、竜宮島の祝福を受けた一騎が駆けつけ上陸は成功。島に帰還した総士や真矢を含めた第1世代のパイロットが成人式を迎えた後、コアに支配されたジョナサンと人類軍が接近していた。人の恐ろしさを学んだ子供達に史彦は同時に信じることを伝え、アルタイルと対話すべく第四次蒼穹作戦を開始する。

### OVA『THE BEYOND』
「第四次蒼穹作戦」から2年後、新国連から独立し、バーンズを司令官とする独立人類軍とフェストゥムが交戦するハワイで、アルヴィスのファフナー部隊は、美羽を新たなマークザインのパイロットとして、第五次蒼穹作戦を開始する。それはエスペラントでありながらフェストゥムに寝返った少年マリス・エクセルシアによって連れ去られた、転生した総士と2人のパイロット候補生を救出するものであった。だが、マリスは自分が憎んでいるプロメテウスと結託していた。プロメテウス・ミールはベイグラントを失いながらも生き延び、力を蓄えていた。その群れにいる弓子を模したフェストゥム・セレノアはファフナーのクロッシングに侵入して同化するという新たな力でファフナー隊を壊滅させ、さらに新たな力を得た一騎も、マリスが奪ったファフナーに乗るレガートとの戦闘中で力を失い、ファフナーを奪われる。
マリスは総士たちを連れてロケットで宇宙へ脱出し、マリスをよく知る美羽はそれを撃つことが出来ずに逃してしまう。そして、プロメテウスは自らを絶望を意味するマレスペロと名乗り、ミールの力で赤い月が空に出現する。エメリーが転生した海神島のコア・ルヴィ・カーマはそれを感じ取り、未来のために対策を練る。
3年後、総士は竜宮島で両親と妹、そして親友のマリスと共に平和に暮らしながらも外の世界へ憧れを募らせ、古い通信機で外へ連絡を試みる。祭りの夜、その通信に応えた男が「真実を見せる」と告げる。すると、それを阻止しようとする妹と島の人々は金色の怪物になり、その男・真壁一騎はファフナーでそれを撃退し、総士の目の前で妹を消し去る。そして、告げる。総士の家族も、住んでいる島も偽物であると。竜宮島の敵「エスペラント軍」と信じていた彼らは、半世紀もの間フェストゥムとの戦いを繰り広げており、世界を守る軍隊と総士が信じていたベノンこそが、かつて総士を連れ去ったマレスペロが統率する群れで、世界を脅かす存在であると告げる。総士の暮らす島は、マレスペロが統率する群れに人間の感情を学ばせるため作られたものだった。美羽は真実を認めない総士を説得し、海神島に着いた総士はルヴィの導きで、5年間沈黙していたマークニヒトに搭乗し、それが自分の機体であると悟ると共に、一騎もろとも海神島を消し去ろうとする。

## 登場人物
記載に関しては『EXODUS』公式サイトのキャラクターリストにある人物を基準とした。
真壁 一騎（まかべ かずき）
声 - 石井真
本作の主人公。フェストゥム襲来に伴い、急遽ファフナー「マークエルフ」のパイロットとなった。後に総士との過去と向き合い、最強のファフナーである「マークザイン」に乗る資格を得たことで人類を救済する力を手に入れた。
アルヴィスのファフナーパイロットの中では最強の実力を持ち、人類軍にも名が知られている。
皆城 総士（みなしろ そうし）
声 - 喜安浩平
ファフナーパイロットたちを指揮する、子供達の実質的なリーダー。一騎とは歴戦の経緯を経て心を共有する、文字通りの「盟友」。
一時期肉体を喪失し、敵（フェストゥム）の世界に足を踏み入れたこともあるが現在は回復してマークザインに比肩する力を持つファフナー「マークニヒト」にも搭乗する。後には全くの別人として転生する。
遠見 真矢（とおみ まや）
声 - 松本まりか
当初はファフナーパイロットではなかったが、実は他の誰よりも長い間ファフナーに乗れる資質を持っており、空戦型ファフナー「マークジーベン」のパイロットとなる。同世代最後のレギュラーパイロット。
一騎には密かに想いを寄せており、「彼を守りたい」という感情は彼女が戦う力の根源になっている。
カノン・メンフィス / 羽佐間 カノン（はざま カノン）
声 - 小林沙苗
元は人類軍のファフナーパイロットで、竜宮島と共に自爆せよという命令にすら黙って従う性格だったが、一騎たちとの出会いで人間本来の感情に目覚め、一騎に想いを寄せていく。羽佐間容子の養子として、名字を改めて専用機「マークドライツェン」に搭乗する。
皆城 乙姫（みなしろ つばき）→皆城 織姫（みなしろ おりひめ）
声 - 仲西環
皆城総士の「妹」になるはずだった胎児が竜宮島のコアと融合した存在。長らく島の最深部で眠っていたが、ある事情から目覚め、ほんの短い間ではあるが人間の女の子として様々なことを学ぶ。その記憶がフェストゥムと人類に対話の機会を与える、重要なカギとなった。
後に2代目コアが皆城織姫として誕生する。
日野 美羽（ひの みわ）
声 - 諸星すみれ
アルヴィスメンバーの一人・日野（旧姓・遠見）弓子と、人類軍から竜宮島に戻った幼馴染の道生との間に生まれた少女。生まれながらにフェストゥムやミールと「おはなし」が出来る、世界最高の「エスペラント」。島でも最も重要な力を持つと共にファフナーパイロットとして一騎のマークザインを引き継ぐ。
来主 操（くるす みさお）
声 - 木村良平
劇場版より登場する少年。その正体はミールが不在のまま存在を望んだスフィンクス型のフェストゥム。「空を綺麗」と感じることを大切に思っている無邪気な性格をしており、竜宮島との彼らなりの「友好」を求めて島を訪問、乙姫同様にコアとなる。転生した別のコアは竜宮島と共闘する。
エメリー・アーモンド→ルヴィ・カーマ
声 - 佐々木りお
『EXODUS』より登場するハワイ島出身の少女。美羽と同じエスペラントで、「おはなし」によって一度も会ったことの無い美羽の存在を知っていた。彼女が持っていた北極ミールの欠片が成長した世界樹（アショーカ）は重要な存在になっている。ミールに同化された弟の形見であるスニーカーを常に所持している。
後にエメリーが転生したルヴィ・カーマが新たなコアとして誕生する。
春日井 甲洋（かすがい こうよう）
声 - 入野自由
一騎に続いてアルヴィスのファフナーパイロットになったが、フェストゥムに同化され人としての生を終える。劇場版では島の危機に際し目覚め「マークフィアー」を駆り戦う、人類側に立つフェストゥムという稀有な存在になる。長らく行方を眩ませていたが復活、島を守るため戦線に復帰する。
立上 芹（たてかみ せり）
声 - 福圓美里
一騎達の1年後輩。目覚めた乙姫が最初に出会い、友達となる。
当初はパイロット候補生であり、劇場版以降は専用武装を付けた「マークツヴォルフ」に搭乗する傍ら、フェストゥムの命と相互理解を意識していく。『EXODUS』では転生したコアの世話をするため、パイロット以外に特殊医療とドクターコースを掛け持ちする。
マリス・エクセルシア
声 - 斉藤壮馬
『THE BEYOND』より登場する、美羽とエメリーに匹敵する能力を持つエスペラントの少年。「誰かが生きるために誰かが犠牲になる」という世界に深い絶望を抱き、アルヴィスを裏切る。

## 用語

### 全作品共通
Arcadian Project（アーカディアン・プロジェクト）
フェストゥム・人類軍との戦闘過程において事実上消滅した日本からわずかに生き残った者たちが遂行した独自計画。「アーカディアン」は「楽園」を意味する「Arcadia」に由来。人類をフェストゥムから守り、文化と平和を次代へ伝えることを目的としている。主な舞台となる竜宮島（たつみやじま）もプロジェクトの一環として作られた人工島であった（竜宮島については後述）。
軍事的な内容としては、
- 遺伝子操作によるシナジェティック・コード発現
- 子供へのメモリージング（記憶の刷り込み）
- 対フェストゥム兵器（ファフナーおよびその運用システム、フェンリルなど）の開発・製造
- 人工要塞島の建造

が挙げられる。遺伝子操作・兵器開発は共に国際法で制限されており、また、強大な力を持つファフナーに対抗してフェストゥムがより強大化してしまうため、新国連に問題視されている。
Alvis（アルヴィス）
アーカディアンプロジェクトを遂行するための組織。日本が確保・3分割していた瀬戸内海ミールと同じ3つのアルヴィスが作られ、そのうちの1つが竜宮島を指している。
メインボート、Rボート、Lボートの三分割が可能な超大型要塞艦であり、竜宮島は二千人以上の島民が在住する。
平和という文化を後世に伝える役割を担っており、艦上層部は数千人規模の市街が存在する。アルヴィス構成員は子供達も含めてオペレーターやパイロットなどの第一種任務と平和という文化を残す第二種任務（学校教師など）を受け持っている。
第一アルヴィス 竜宮島（たつみやじま）
日本自衛軍研究機関所属。本編の舞台に相当。新国連からは『D-アイランド』と呼称される。擁するミールは島全体を覆う大気へと有機的変換を遂げているのが特徴で、皆城乙姫→皆城織姫と世代を経ていくコアの少女を要している。アルヴィス所属の大人および、メモリージングによる記憶が発現した子供によって構成されている。そのため、2146年のフェストゥム侵攻以前までは、未発現の子供はその存在を知ることなく、竜宮島を本来は既に消失した日本の離島のひとつと信じ込んで、日々の平和を謳歌していた。
『EXODUS』終盤にて、コアたる織姫の判断により、宇宙から飛来したミール・アルタイルを島に封印した上で自動潜行し海中に没する。島民はプランデルタにて脱出した上で、アルタイルと交渉が可能な「力」を育て帰還する決意を固める旅立ちの時を迎えた。
第二アルヴィス 蓬莱島（ほうらいじま）
アルベリヒド機関所属。新国連からは『アヴァロン』と呼称される。第一期に登場し、フェンリルにて消滅。当初は別のプロジェクトで建造された設定だったがEXODUS以降再設定がなされた、
第三アルヴィス 海神島（わだつみじま）
国際エネルギー研究公社所属。新国連からは『アトランティス』と呼称される。新国連に編入したが、人類軍によって島民もろとも滅ぼされ、擁していたコアも新国連がヘヴンズドア作戦にて入手したミールの欠片と同化させられ、アザゼルD型種・ベイグラント及び分身たるパペットを用いての尖兵として活用されるに至っている。
シュリーナガルを失ったナレインは世界樹アショーカを移植する新天地としてこの第三アルヴィスを想定しており、援軍と合流後の最終目的地としている。やがてアショーカの移設は果たされ、アルタイルとの交信権をめぐりベイグラント（第三アルヴィスのコア）率いる勢力との最終決戦地となる。最終的にアショーカは美羽を除いたエスペラント、弓子、ナレインが自分たちを同化させたことで、新たなコア型フェストゥムを擁し定着した。その後、プランデルタの発令に伴って竜宮島の島民はシュリーナガルの生存者とペルセウス中隊と共に移住する。
『THE BEYOND』ではシュリーナガルと同じ状態にまで復活した世界樹の元でフェストゥムと人類軍から姿を消し、竜宮島への帰還を図っている。人口が一気に三倍以上に増えたことで大規模な都市が建設されているが、竜宮島を離れたことによる訓練プログラムの停滞や5000人の非戦闘員が増えたなどの要因で後進の育成が進まず、人員不足にも見舞われている。
フェストゥムとの共存、対話
真壁史彦主導の元で竜宮島が求めるフェストゥムとの戦争の終わり。元々は真壁紅音が土に触れながらフェストゥムを理解し、会話したいと口にしていた個人的な考え方だったが、後に皆城鞘がミールに同化され、コアになる皆城乙姫を誕生させると共にミールが竜宮島の大気に変化したことで共存の可能性が見え始める。
現在竜宮島のミールは大気となりながら竜宮島を通して人類を学びつつあり、史彦に寄れば完全に理解し合えば海の底や宇宙でもミールの元で生きることが出来るらしい。
人類軍ではそうした考え方は一顧だにされていなかったが、竜宮島がミールを有益な存在に変えたのが知られると共に半世紀近く続く戦いによる軍の疲弊に加えてナレイン・ワイズマン・ボースがエスペラント発見に伴って対話と共存を提唱したことでそれに賛同する派閥も現れ、結果として人類軍の分裂にもつながる。
機動侍ゴウバイン（きどうざむらい ごうばいん）
竜宮島で刊行されている漫画雑誌に連載されている漫画のひとつ。著者は大粒あんこ。本来はアーカディアン・プロジェクトにおいて記録された前時代の著作物の一つだったが、小楯衛がその漫画のファンだったため、父親の保がオリジナルの続編を執筆することとなり、大粒あんこのペンネームを引き継ぎ、島で唯一の漫画家となった。『EXODUS』においては新シリーズ『真・機動侍ゴウバイン』として連載中。堂馬広登の主演で実写特撮映像化も実現した。
この漫画に登場する主役・ゴウバインの頭部を模して作られたヘルメットがファフナーパイロットのうち、ゴウバインを愛する者に世代を越えて受け継がれている（初代・小楯衛、2代目・堂馬広登、3代目・水鏡美三香）。ヘルメットは補修はしているようであるが、基本的には衛が造った物そのままなので、被るとかなり汗臭い（美三香は内側に消臭スプレーを多量に噴霧し、とりあえずしのいでいる）。

### ファフナー関連
※ファフナー自体については別項で詳述する。
ジークフリード・システム
分離統括型全ファフナー指揮管理システム。当初は皆城総士が担当。本体はアルヴィス内に据え置かれ、フェストゥムの読心を防ぐために、思考防壁を張って、搭乗者とファフナー搭乗者の脳の皮膜神経を直接接続（クロッシング）し、意思疎通を行う。搭乗者にはファフナー搭乗者のあらゆる感覚や全体の戦況情報など膨大なデータが供給されるため、適格者以外は極度の酩酊状態になる。なお、ザルヴァートルモデルやノートゥングモデル以外のファフナーの場合は、シナジェティック・コードを発現しないためにクロッシングは不十分になる。また搭乗者を護るため、機体との痛覚の同調を強制的に遮断するベインブロックやコクピットブロックの強制射出、およびパイロットから各ファフナーの機体のコントロールや使用武器を剥奪・凍結・使用不能にすることも可能である。物語中盤から後期にかけての7機（ザイン・ドライ・フュンフ・ジーベン・アハト・メガセリオン・ベイバロン）が稼動されたが、最大12機のファフナーとの同時接続が可能となっていた（パイロット候補生の芹・広登・暉らなど）。そのため適格者は限定され、皆城総士の存在が前提の上で、稼動できるシステムだった。さらにこの分離型では、あくまで防衛前提の、しかもシステムの効果が及ぶ範囲内でしか運用できない。情報解析を一手に引き受ける分だけ、各パイロットへの負担は激減させられたが、その負荷と副作用をシステム搭乗者が全て負うことになり、総士は後で各パイロットが戦闘で受けたダメージの、フラッシュバックの発作に襲われることになった。名前の由来は、英雄ジークフリートから。
また、ファフナー搭載前提のコンセプトで開発された、一体型相互扶助タイプについては、後述のティターンモデルやゼロファフナー試作機などでパイロットに過度の負担が掛かったため、搭載は見送られ現在の形となった。しかし、後に真壁紅音 / ミョルニアによってもたらされた情報によって同化現象をほぼ完全に防げるようになったため、蒼穹作戦では4機のファフナーに分割搭載された。これによって搭乗者相互の通信が可能となったが、『全員が互いの痛みを共有する』、『1機の動作不能によってシステムがダウンしてしまう』という2つの欠点が浮上し、さらに運用が常にこの4機での作戦（クロスドッグ）のみに限定され、機体の増減ができないという別の新たな欠点を持つようになった。
劇場版では総士の不在とシステム適格者の代理が選出できなかった関係（適性があった剣司はファフナー搭乗が専門のため当初は搭乗不可能）で修復された機体も含めて各機体に内蔵される形になっている。改良によって機体数の増減や機体の変更による出撃の弊害は解消された。
『EXODUS』においては、皆城総士の復帰によって再び分離統括型全ファフナー指揮管理システムとして復活したが、総士がマークニヒトに搭乗するようになって以降、近藤剣司がシステム搭乗を担当する（システム適性があるという設定自体は1期の小説版から示されていた）。カノンが遺したエインヘリアルモデルへの改修案で負荷が軽減されたこともあり、第一次蒼穹作戦時に内蔵された物を改良してマークアハトに搭載。剣司はファフナーパイロットに加えてジークフリードシステム搭乗者と無人機制御の3役を同時にこなすこととなった。なお、将来的には鏑木彗が引き継ぐ予定となっている。
『THE BEYOND』においては第五次蒼穹作戦までは剣司が搭乗していたが、三年後には当初の予定通り彗がシステム搭乗者となる。
ニーベルング・システム
指輪状の操縦桿。10個のリングに指をはめるとジークフリード・システムに直結されファフナー本体も起動する。小説版および『EXODUS』では、使用後に小規模な同化現象によって手に指輪の跡が残る描写があり、その跡は歴戦のパイロットの証とされる。名前の由来は『ニーベルングの指環』からである。
シナジェティック・コード
ファフナーと搭乗者の精神連結をするため形成されなければならない脳の状態。ノートゥングモデルに搭乗した際に最重要となるもの。成人はコード形成が難しくなるため、必然的にパイロットの多くが10代の少年少女となった。
シナジェティック・スーツ
ファフナー搭乗者の戦闘服。機体との連結率を上げる働きがある。ノートゥングモデル搭乗者は両肩・両脇腹・両膝にコネクトを打ち込むため、あらかじめその部分に布地はない。男性用は灰色、女性用は桃色を基調としている。着ていないからといって搭乗出来ないわけではないが、着用していないとコネクトを打ち込む際の激痛を軽減出来ないので、絶叫するほど痛い。劇場版以降はダークブルーを基調としたものに新調され、男女の別はその濃淡（男性用は黒に近く、女性用は青に近い）で区別するようになった。
スレイプニール・システム
ファフナー無人機の管制システム。ファフナーをホスト機とし、無人機のトルーパー・モデル4機を操作する。当初はマークドライのみだったが、のちにマークアハトにも搭載。
変性意識
ティターン・モデルおよびノートゥング・モデルに搭乗したパイロットに起こる、心の変化。フェストゥムには読心能力があるため、変異意識で思考の防御を築くという効果もある。
搭乗者の心境や境遇の変化で変性意識自体が変質するケースもあり、要咲良と立上芹の両名が特に顕著である。なお、人類軍製のファフナーでは技術不足のためにシナジェティック･コードも含めて大きな変化はなく、『EXODUS』の時点でコア搭載型が配備されるようになってもそれは同様。
フェストゥム因子 / MAKABE因子
アルヴィスの子供たちは、生まれながらに遺伝子にフェストゥム因子を組み込まれており、その効果によりファフナー・ノートゥングモデルへの搭乗を可能としている。その影響として、それぞれ天才症候群（サヴァン・シンプトム）の兆候を有する。一方でフェストゥム因子の植え付けには非常な危険も伴い、フェストゥム因子移植第1世代は多くが早世し、成人したのは由紀恵・弓子・道生らごく少数に留まる。その後の世代でも問題は完全に解決されず、フェストゥムへの同化現象が起きる場合があり、総士が一騎によって片目を失うことになったのも、これが原因であった。
しかし脳の成長過程を過ぎれば、例えこの因子を先天的に移植された人間でも1期時点の人類軍製ファフナーの搭乗は20代半ばが限界であり、ノートゥング・モデルやザルヴァートル・モデルなどのコア搭載型ファフナーの場合はファフナーとの一体化を促す因子の増強剤を投与しなければ搭乗が出来ない。増強剤の投与は同化現象が深刻化したファフナー搭乗者が再度搭乗するために投与されることもあり、片目を失明した一騎がその実例である。後天的な移植も可能であり、カノンは自らの意志で半ば強引に因子を移植している。
ミョルニアからもたらされた情報によって、同化現象の問題はかなりの解決がなされたが、まだ完全ではなく、一騎に関してはなおも生命の危険を抱えた。
『EXODUS』においては、人類軍のパイロットに真壁一騎から取り出された遺伝子を元に特効薬が開発され、一騎の名にちなんでMAKABE因子と名付けられ、後天的な移植が行われた。これによりノートゥングモデル同様のコアを搭載したファフナーへの搭乗を可能としたが、一騎同様に何らかの生命にかかわる障害発生が予測されるとともに、竜宮島出身者と比較しても適性は足りず、ザルヴァートル・モデルには同化されてしまうため搭乗・操縦はできない。MAKABE因子は、人類軍では一騎がファフナー開発に協力した一環の成果ということになっているが、実際には一騎がモルドヴァで捕虜となった際の検査で採取された血液などのサンプルが基地壊滅時に持ち出されたものと思われる。
同化現象
ファフナーの最大のリスク。フェストゥムの因子を移植されたパイロットがコアを搭載したファフナーに搭乗する際、コアとの共鳴で因子が増大して染色体が変化する。ファフナーの搭乗が長いほど深刻化し、最終的には肉体が結晶化して砕け散る。
アルヴィスおよびMAKABE因子を移植された人類軍パイロット共に搭乗後には同化現象の拮抗薬の投与が必要不可欠であり、第1期時点ではまだ研究途中であったためにある程度遅らせることは出来ても、拮抗薬の開発には至らなかった。また、第1期終盤で咲良が倒れた際の症状でさえも比較的初期段階であり、初期症状の特徴としては搭乗者の目が赤く変色することで判断可能。L計画実行時点では同化現象の抑制さえままならず、パイロット達の大半は戦闘ではなく同化現象で死亡している。後に人類軍でもコア搭載型の配備に伴って拮抗薬の開発に成功している。
同化現象の進行速度は機体によって異なり、ゼロファフナーとティターン･モデルの場合はジークフリード・システムとの二重負荷でノートゥング・モデルより遙かに上で、装甲にシリコンが使われているザルヴァートル・モデルは更にその上を行く。エインヘリアル・モデルはその機体コンセプトからノートゥング・モデルよりも更に同化現象が抑えられ、人類軍のコア搭載型の1/10以下にまで防がれている。
パイロットの同化現象の耐性は個人差があり、一騎の場合は高い耐性を持ちながらも同期の中で最も長くファフナーに搭乗した上に進行が早いマークザインへの搭乗が原因で同化現象が深刻化し、逆に一騎より耐性が低い咲良は一騎よりも先に同化現象で倒れた。基本的にこの症状に襲われたパイロットは身体機能を含めて日常生活においても支障を来し、抜群の運動神経を誇った一騎と咲良は大きく身体能力が衰えている。
同化促進剤/拮抗薬
同化促進剤はファフナーとの一体化を促す薬であり、一期では日野道生がファフナー搭乗の限界年齢によるハンデを解消するために投与し、一騎も同化現象による身体能力の衰えでファフナー搭乗が困難になったために投与した。
シナジェティック・コードの形成が困難になったもしくは身体的なハンデを一時的に解消してファフナーへの搭乗を行うが、深刻な同化現象を起こす副作用がある。
拮抗薬は別名アクティビオン。当初は緩和薬と呼ばれていた。紅音からもたらされたデータで開発が適い、第一次蒼穹作戦前にパイロット全員に投与された。その後、更に改良が重ねられて第五次蒼穹作戦時にはジークフリード・システムにもオプションとして搭載され、戦闘中に搭乗者が投与をすることも可能。
電池切れ
ファフナーパイロットとしての寿命の比喩表現。元々は一期でミツヒロ・バートランドがアルヴィスの子供達を『ファフナーを動かすための電池』と侮辱したことが『電池』という表現の始まり。
後に咲良が同化現象で倒れ、それを見て悲嘆した剣司が『自分達はファフナーを動かす電池であり、咲良が電池切れ』と称した。
『EXODUS』時点ではその表現が子供達の間で使われ、一騎や咲良が自分を『電池切れ』と称している。しかし、一騎達はその『電池切れ』を承知でパイロットに復帰して自分の身体を酷使している。
ファフナー搭乗は十台半ばが最盛期で、どんなに長くとも通常は二十代の半ばまでしか搭乗できない。そうした年齢限界に達したパイロットも電池切れと同じである。
※『EXODUS』に登場したナレイン大将は身体改造の影響で壮年でも人類軍製のファフナーに搭乗できているが、これはイレギュラー（例外）。またフェストゥム化した人間（或いはフェストゥムそのもの）がファフナーに搭乗した場合、当然こういった年齢的制約は存在しない。

### 竜宮島関連
L計画（エルけいかく）
無印の約1年前、『RIGHT OF LEFT』で生駒正幸が立案し、実行された。フェストゥムや新国連から竜宮島の位置を隠すための作戦。指揮官、オペレーター、メカニック、医師、そしてファフナーパイロットに選ばれた8人の少年少女の、計40名で構成されている。フェストゥムの読心能力による計画の破綻を防ぐため、参加者全員が計画の全容を知らされずに従事した。
アルヴィスの左翼部分L区画を分離させてLボートとし、潜行してアルヴィスの防空圏外を離脱、事前プログラムで定められた航路を竜宮島に偽装し進むことで敵を引き付ける。作戦終了をもってLボートは破棄され、自爆する。作戦期間は2か月で、一定時間が過ぎる毎にLボート内の閉鎖区画が解放され、そこに蓄えられていた物資を補給とし与えられるシステムによって作戦期間を耐える仕様になっていた。L計画のLはLEFT（左、あるいは去りゆく者）という意味を持つ。4機あるファフナーに選抜された8人が、1機につき2人ずつ15分ごと（1人あたりの担当時間は450秒、つまりは7分30秒）に交代しながら敵を倒す。計画途中、弾薬などの問題から早乙女が戦闘時間の延長を提案していたが、僚や裕未の説得により延長は行われなかった。最終段階で計画参加者の人数と同じ容量の脱出艇が解放されるシステムになっており、全員の生還を見越しての計画ではあったものの、フェストゥムの海中への適応という想定外の事態が原因で参加者は全員死亡した。4か月後、僚が残したテープレコーダーが竜宮島に流れ着いたコクピットから見つかり、本編での重要なデータとなった。『EXODUS』ではLボートを含めてそれまで切り離して消滅させたブロック同様再建されており、第二次L計画や右翼Rボートと共にアルヴィス本島から一時離脱するプランデルタが提案されている。
第二次L計画
『EXODUS』にて鏑木彗の母・香奈恵が立案し、たびたびアルヴィス上層部に提出している計画。名称通り、かつて娘を喪った「L計画」を再び実行しようとするのが主旨であるが、竜宮島の現状では全く実行する必要の無い「机上の空論」に過ぎず、却下され続けている。彗は妄執じみた母親の行為を「姉ちゃんのところに行きたがっている（のだろう）」と思っている。
実行された場合は前回同様帰還者なし、島の戦力が半減してフェストゥム襲来によって壊滅する未来をカノンは見ていた。彗が引き寄せた早苗のお守りをきっかけに、香奈恵はようやく気持ちの整理を付けてこの計画書を海へ投げ捨て、実行される未来は消滅した。
島外派遣
『EXODUS』にて実行された竜宮島からエリア・シュリーナガルへの派遣行動。日野美羽をシュリーナガルの世界樹と対話させ、同時にアルタイルにコンタクトを取るのが目的である（当初の派遣期間は1か月を予定）。
シュリーナガルはインドの奥地にあり、竜宮島で直接行くことが出来ず、また幼い美羽を1人で行かせることなど論外であったため、彼女を護るために母親である日野弓子およびアルヴィスから数十人が選ばれ同行した。主な同行メンバーは堂馬広登・西尾暉（竜宮島へ映像記録を伝えるためのテレビカメラマン役も兼ねる）、そして彼らを引率する溝口恭介と遠見真矢（ナレインと配下のエスペラント、およびエメリーも帰還するため随行）。
彼らが島を出た直後に目覚めた皆城織姫は迫る危機を察知し、皆城総士と真壁一騎にマークザイン・マークニヒトでエリア・シュリーナガルへ向かわせる。アルヴィスはこれを受け、CCTSキャリー・スラスターを使い、弾道飛行で高速に両機を目的地へ撃ち込んだ。
脱出行
島外派遣の目的であったアルタイルとの対話は、新国連の目論見で誘導されたロードランナー群の襲撃により世界樹が破壊されてしまったために不可能となった事態から生じた想定外の行動。裏切り者に気付いたナレインは疑心暗鬼と混乱を避けるために内通者の存在を伏せ、目的地はナレインさえ知らない状態で移動することとなる。
シュリーナガルから約2,500kmにある人類軍のダッカ基地におよそ22,000人の生存者を避難させ、その後に戦力を整えて摘出した世界樹のコアを新天地たる第三アルヴィス・海神島に移植、再び成長させてアルタイルとの再対話を実行する（可能な限り安全なルートを選ぶためにダッカ基地まで約2週間ほどの行程となる）。
この時点で残ったペルセウス中隊の戦力は42機のファフナー（320名の軍人と特に優秀なエスペラント100名が同行）。1機のファフナーで車に乗りこんだ500人の民間人を護衛しながら移動する、過酷なミッションとなる。加えて輸送機は車に速度を合わせなければならないので一度に移動できる距離はあまりに短い。
一足先に戻った派遣部隊の高速機パイロットの報告を受けたアルヴィスはこの事態に際し、第3の派遣は人員的な意味でも不可能であったために島ごと派遣部隊との合流を決定する。
しかし、新国連が潜入させたパペット＝ジョナサンが模擬人格をもって稼働するという性質上、フェストゥム並の読心能力を持つエメリーでも彼のベイグラントへの干渉を感知できず、引き続きベイグラントによって誘導されてきたアビエイター群の襲撃を受けることになる。
更にダッカ基地がアルゴス小隊に乗っ取られたことで竜宮島の派遣部隊とペルセウス中隊、シュリーナガルの市民は交戦規定アルファの対象とされる。派遣部隊にも広登とオルガの死亡(攻撃後に島へ帰還を試みた際にウォーカーに襲われ、データ送信後に死亡)とマークフュンフの強奪という被害をもたらし、投降した隊員と市民も皆殺しにされた。ダッカ基地への反撃も出来ず、すぐに次の爆撃機が来るという八方塞がりの状況に追い込まれ、派遣部隊とペルセウス中隊は孤立無援と化してしまう。
攻撃を受けたナレインは後述の第二次脱出行を決定する。
第二次脱出行
交戦規定アルファによってダッカ基地への合流が不可能となった派遣部隊とペルセウス中隊による第二次移動。北西へ転進し、「トリプルプラン」の一つ「シャッター作戦」により作られたフェストゥムの密集地を通り、さらに大陸消滅後のモンゴル海峡を経由してハバロフスク・エリアから「希望の地」へ向かう。シュリーナガルからダッカ基地までの道のりの4倍を超える1万km以上の距離を移動する上に、輸送機半数の損失と物資を消費した状態でのさらに過酷な状況での移動となる。
ダッカ基地までの移動で消費した物資を放棄された基地で確保すると共に、世界樹の力でフェストゥムのコアを燃料に変化させて移動する。しかし、攻撃を受けた翌日に荒れ地を経由するこの移動と人類軍からの攻撃に絶望した市民の多くが命を絶ち、引き返そうとする市民の説得に1日を要したために、移動の開始はダッカ基地部隊の攻撃を受けた2日後となった。
孤立無援のこの状況下、美羽とエメリーはかつて竜宮島が対話を交わしたボレアリオスに救援を要請、総士にだけその存在を教える。また、オルガ達が命と引き替えに届けた報告書、そしてカノンが消滅してまで予知した未来から割り出した座標を受け取ったアルヴィスも進路を変更、派遣部隊との合流を継続する。
「シャッター作戦」の壁を越えて1か月後に拮抗薬が底をつき、同化現象によりファフナーパイロットが激減する。さらに北へ進めば進むほどに敵意を持つフェストゥムに襲われ、生存を諦めた怪我人や老人達が自らを囮にフェストゥムの犠牲になる。壁を超えた40日後には8機しかない輸送機のうち1機を失うと共に冬が到来し、多くの凍死者と餓死者を出して全員が心身共に疲弊していく。56日後に竜宮島のバードとの接触に成功する。
その後、3/4をも超える犠牲の果てに残った6機の輸送機と15機のファフナーで合流が図られるが、かねてからの追手であるアビエイターやアルゴス小隊だけでなく、ベイグラントに誘導されたクローラー群や新国連に操られたジョナサンまでもが攻撃を開始、輸送機は全て撃墜され、拮抗薬の枯渇により同化現象が進行していた竜宮島パイロットにもついに結晶化症状が現れ、絶体絶命の窮地に陥るも、ボレアリオスと竜宮島が合流し、戦略ミサイルの撃墜とマークザインの捨て身の同化でアビエイターの撃破に成功したことで長き旅が終わった。しかし、真矢がマークジーベンと共に鹵獲された上にペルセウス中隊もジョナサンとビリーが回収、アイとウォルターは戦死してしまう。
最終的にシュリーナガルの市民は5001名が生存、ペルセウス中隊は隊員の9割を失い、エスペラントも相当数が死亡した。また、残骸化したマークザイン、マークニヒト、マークツェン、ナレインのサンダルフォンの4機以外ファフナーも全てが失われた。
プランデルタ
正式名称「PLAN DIVISION PHASE EXODUS」。アルヴィスがメインボート、Rボート、Lボートにより構成されている性質を利用し、RボートとLボートに島民を乗せて一時的に撤退し、体制を整えた後に島を奪還する、「L計画」とは逆の性質を有するプラン。
ウォーカーの攻撃によって彦島を奪われたことで、存在が明かされるとともに実行が考慮された。澄美や佐喜が立案に携わったが、脱出の時点で島が沈められる恐れに加え、ミールの影響下を離れたことによる大人達の後遺症の発症（船にミールの大気が満ちているため一時的にはもつ）など、「L計画」以上に危険度の高い計画である。
最終的に第四次蒼穹作戦にて、竜宮島がアルタイルを封印した上で海中に没したことで実行された。その後、シュリーナガルの生存者及びペルセウス中隊と共に世界樹を根付かせた海神島へ移住し、『THE BEYOND』で帰還を図ることとなる。
N48 E135
【EXODUS】第17話でカノンが残したメッセージの一つ。
48°00'00.0"N 135°00'00.0"E（北緯48度、東経135度）は、ロシア連邦ハバロフスク地方ペレヤスラフカの近く（ペレヤスラフカから北西西に約5キロの辺）。

### フェストゥム関連
空母ボレアリオス
『HEAVEN AND EARTH』に登場した人類軍の空母。登場時点で既にミールに同化された状態にあり、また総士を通じて命を育もうとしていたが人類軍の核攻撃で壊滅し、痛みと憎しみを抱くようになる。
内部は竜宮島のコアを模したような大量の結晶の内部に人間を再現したフェストゥムが存在したが、生まれるということを完全に理解しておらず、さらに核攻撃による痛みと憎しみから生まれることができず、最終的にミールは痛みと憎しみの根源が竜宮島であると考え、それを消すべく竜宮島への攻撃を行った。しかし、美羽との対話を通じて竜宮島のミールが学んだ生命の循環を理解し、この船のミールも同様に大気となると共に中心部分に乙姫とほぼ同様のコアを擁するようになる。
総士と関わりが深い操はこの船を「俺たちの島」と呼び、竜宮島との戦闘から島の防御システムである偽装鏡面とヴェルシールドを獲得している。
『EXODUS』では艦の周囲をアザゼル型フローターに偽装していたが、アビエイター群と人類軍双方の襲撃を受けた美羽とエメリーの呼びかけを受け、偽装を解き彼らの救援へと駆けつける。合流後は操達の島としてアルヴィス、ペルセウス中隊と共に第四次蒼穹作戦まで共闘する。
エスペラント
『EXODUS』より登場したミールと対話できる能力者。「希望」という意味で、人工言語エスペラントを意識しての命名である。際だって高い能力を持つ美羽やエメリーのほか、ペルセウス中隊の隊員がこれに該当する。この他、シュリーナガルミール（世界樹）の元には多数のエスペラントたちが集っている（彼らはフード付きのマントを着ており、さながら「主」に帰依する修道者たちのようである）。
ナレインはMAKABE因子の技術を応用した部分同化実験でエスペラントの能力を得ようとするが、壮年期でのファフナー搭乗が可能となっただけで対話の能力を得るには至らなかった。
能力の獲得と出現の原理は明言されていないが、美羽とエメリーの事例からフェストゥムやミールとの深い関わりが能力の発現に繋がっている模様。
美羽とエメリーには及ばないが、大人達を含め竜宮島の人々もこの資質を有する。一騎、剣司、里奈、彗の4人は限定的な条件下ではあるが、ゴルディアス結晶にあるカノン達の記憶を通じてミールとクロッシングによる対話を行っており、因子を移植された子供達の中でも特に高い資質を有する。
SDP
『EXODUS』において皆城織姫が目覚めた後の竜宮島内のファフナー・パイロットに発現した、フェストゥムが示した「超次元現象」を限定的に再現した異能の力。当初、ファフナー搭乗時に発現したことからファフナーの新たなる戦闘能力と考えられていたが、実際にはパイロット自身から生じたものであり、非搭乗時にも能力を発揮することが可能である。竜宮島ミール影響エリア内でファフナーに搭乗することで発現する能力として描かれており、それゆえに島外派遣者には当初発現しなかったが、条件さえ満たせば甲洋や操といったヒト型フェストゥムでも発現する。なお、日常生活でパイロット自身の意思と関係なく発生する場面もあるが、必然か偶然か他のSDPパイロットの身体的・精神的危機を回避する（零央→美三香、彗→里奈）、いわば「守り合う」という形での発生が確認されている。
SDP発生者には、肉体がそれぞれ異なる形でヒトならざる者へと変化していき、症状が進行しきれば存在の消滅に至る「新同化現象」が代償として発現している。これらは、唾液の効能についての千鶴の解説を受けた剣司の発想から、ニーベルングシステムによって残る指先の同化現象と、変性意識に関わる脳の奥底＝ダークフロアのR複合体から引き起こされるものであることが判明しており、過去のデータと合わせた検証から症状の抑制までが可能となった。
パイロット達の新同化現象の症状は北極ミールが健在時のフェストゥムのあり方を部分的に指し示しているものが主（カノンの質量の減少、咲良の体温の低下、剣司の感覚の消失は当時のフェストゥムが全体で1つの無であったあり方に通じている）。
各自の具体的な能力・特性、及び新同化現象は、蒼穹のファフナーシリーズの登場人物の各人物の項を参照。
ゴルディアス結晶
『EXODUS』にておいてエメリーの干渉によってウルドの泉で誕生した、新しいタイプの大量のコアの結晶体の名称で、ファフナーのコアとしても使われている。名称は解析不可能な特性から、行美によってゴルディアスの結び目にちなんで名付けられた。SDP「超次元現象」が起き始めた引き金になったファフナーのコア。敵フェストゥムの消滅および島民の死亡、すなわち「命が消える」たびに体積が増大していく現象が確認されている。アルヴィスの子供達は特定の条件下でクロッシングが可能で、一騎と里奈は睡眠中にそれぞれカノンと広登の死を感じ取り、剣司と彗はファフナー搭乗中にそれまでに死亡した人々に出会っている。死亡した人間の意志の強さ、クロッシングを行う人間との繋がりも関係しており、第四次蒼穹作戦では海神島のコアに取り込まれる一騎をカノンと翔子が守っており、特にカノンは一騎だけでなく剣司の前にも頻繁に現れている。
また同様の結晶が、同じ瀬戸内海ミールを起源とするアトランティスのコアと同化したベイグラントにも発生しており、新国連がアトランティス島民やパペットに発生させた模擬人格などさらに多くの犠牲を厭わなかったことから、憎しみの感情を蓄積させながらの成長という結果をもたらしている。やがて回収されたジョナサンに干渉したことで、彼はその激しい憎しみの「器」たるフェストゥムとして覚醒してしまう。
ベイグラントのゴルディアス結晶は大元のプロメテウスミールが残っていたために宇宙に存在し続け、『THE BEYOND』ではマークレゾンを呑み込むほどに増大し、地上から赤い月として視認されるようになる。
ベノン
『THE BEYOND』で登場したフェストゥムの軍勢。ベイグラントを失いながらも生き延びた海神島のコアとエスペラントのマリス・エクセルシアが結託して統率される群れ。マリスが幼い総士と竜宮島のパイロット候補生二人を連れ出し、美羽とのクロッシングでマリスが得た知識と記憶を元に北極で竜宮島を模倣した偽の島を作り、マレスペロはそこで統率する群れを人間に擬態させて感情を学ばせていた。
総士を完全に味方に引き入れるべくバートランド総帥の元でエスペラント軍から世界を守る軍隊と教育し、その親衛隊にかつてのペルセウス中隊の名前が用いられるなど、本来の竜宮島と人類軍を混ぜ合わせた設定となっている。
偽竜宮島は本物と同じく偽装鏡面で島を外部から遮断すると共に島の環境や設備も竜宮島とほぼ同じで、お盆祭りなどの風習も多少のずれは存在するが、かつてないほどに人間のコミュニティを再現すると共に感情を学んだ群れである。
エレメント
『THE BEYOND』から登場した人間とフェストゥムの間に立つ存在で、ベノンがフェストゥムに近い存在でありながらも人の感情を持つ者を差して呼ぶ。
『THE BEYOND』の時点では一騎、甲洋、操の3人であるが、さかのぼれば乙姫、織姫、紅音、そして転生した総士も含まれる。

### 人類軍関連
ヘヴンズドア作戦
無印第1期にて人類軍が実行した北極ミールおよびフェストゥムの殲滅を目的として新国連研究者のミツヒロ・バートランドが立案。人類軍の全戦力を2分割し、北極のミールと大気圏外の小ミールに対して同時に攻撃を行うものである。フェストゥムの読心を防ぐため、各部隊は独自の判断で戦う。
これに並行し、竜宮島では第一次蒼穹作戦が実行される。
『EXODUS』において、新国連首脳部が実行しようとする人類救済計画「トリプルプラン」の一つであり、人工衛星の復活も目的に含まれていることが判明した。尚、北極ミールそのものは竜宮島のファフナー隊によって破壊されたものの人類軍にとっての大気圏外ミールの破壊は失敗に終わった。
交戦規定アルファ
『EXODUS』から登場したフェストゥム殲滅を最優先事項とする絶対厳守命令。フェストゥムに同化されるなどして制圧された人間、および土地への攻撃を是とするべく制定された攻撃規定。発令されれば友軍の有無（撤退中含む）、さらには民間人への避難勧告すらない余りの非道さゆえに現場では忌避され、規定により新国連本部の発令は将官クラスの階級が覆そうとしても停止されることはない。
新国連本部および現場単位での発令が可能であり、2150年および2151年にて、それぞれロードランナー率いるフェストゥム群撃退のため発せられた。現場単位では、主にディアブロ型などに同化されたファフナー部隊への対処を目的に発令されている。
シュリーナガル壊滅後に「ノートゥング・モデルの強奪」と「エスペラントを擁するペルセウス中隊の抹殺」を目的に発令されるなど、現在はヘスターにとっての邪魔者を抹殺して「トリプルプラン」とその裏にある計画の隠れ蓑にされている。
トリプルプラン
ヘスター・ギャロップ主導の下で実行されようとしている人類救済計画。ミツヒロ・バートランドもこの計画に携わっており、ヘヴンズドア作戦もこれに含まれる。「フェストゥムを殲滅して人類の生存圏を確保し、さらなるフェストゥム襲来に備える」ものだが、長年の戦いに伴う人類軍の疲弊や度重なる交戦規定アルファの発令で行われた核攻撃による各地の焦土化で、生存圏の確保も敵の殲滅もできず、犠牲者を増やす一方ですでに破綻寸前である。にもかかわらず、方針を変えないヘスターを疑うバーンズは内定の末、このプランの真実に気付く。
シャッター作戦
人類の生存圏を確保するためにシールド発生装置による防壁を築き、フェストゥムの封じ込めを試みた。しかし、現在シールド発生装置は機能しておらず、ただフェストゥムの密集地を作っただけに終わった。
ヘヴンズドア作戦
北極の最終作戦であり、人工衛星の復活を目的としている。上空のコア破壊には成功するも、最大の目的である人工衛星復活は失敗したと公表されているが、実際は新国連本部が衛星通信の恩恵を独占するために成功を隠蔽し、打ち上がった宇宙ステーションを作戦にて入手したミールと同化させたことでアザゼル型・ベイグラントへと変異させており、ミツヒロが研究していたフェストゥム由来の技術をも活用するための要塞としている。
アルファ作戦
北極ミールの消滅後も存在し、活動を続けるフェストゥムの殲滅を目的としている。交戦規定アルファとも関わりが深いと思われる。
第四プラン・赤い靴作戦
トリプルプランの正体。新国連は始めからトリプルプランを成功させる気などなく、本来の目的は「フェストゥム因子に感染しない特異体質者5万人を除く20億の人間をフェストゥム共々殲滅することで、地球上からフェストゥム因子を消滅させる」、事実上の人類滅亡・選別作戦。対話を行う竜宮島とエスペラントを擁するペルセウス中隊はこのために抹殺対象とされた。
実際にフェストゥムと戦う人類軍にとっては到底容認できるはずもなく、副官のディランを通してこれを知ったバーンズは阻止すべくヘスター及びその側近達を暗殺しようとするが、パペットであるディランによって見透かされ、失敗してしまう。しかし、計画遂行に必要なベイグラントを制御するプロメテウスがジョナサンを利用して蜂起、さらに太平洋生存圏の人類軍がバーンズを傀儡君主として新国連から独立する形で奪われたために、計画は破綻した。
パペット
新国連のヘスター一派がミツヒロの研究をもとに、強奪した第三アルヴィスことアトランティス（海神島）のコアから作り出した分身。コアと同期しているアザゼル型・ベイグラントに干渉し、情報送信及びその操作を行うといったインターフェイスとしての役割を果たす。様々な形で生み出され、その中でヒト型の個体として生み出されたものに、ジョナサン・ミツヒロ・バートランドやディラン・バーゼルが該当する。
コアに干渉することで人格を発生させ、ヒトのように振舞わせることも可能（ただし強引に操作した場合、人格はいずれ崩壊する）であり、これにより植え付けられた人格によって活動することで、彼らのベイグラントへの干渉はエスペラントの読心能力を回避することができる。しかし新国連が研究段階でパペットへの人格の発生から崩壊およびリセットを繰り返したことで、ベイグラントのミールがこれを生と死のサイクルと認識、発生したゴルディアス結晶の成長を招くという事態が発生している。
プロメテウスの岩戸
新国連ダーウィン基地に設置された、第三アルヴィス（海神島 / アトランティス）のコアを拘束・機械的制御するための施設。のちにコアが蜂起したことで放棄された。
ミールそのものはプロメテウスと共に姿を消し、『THE BEYOND』でベイグラントのゴルディアス結晶と合流…赤い月と称されるフィールドを大気圏外で発生させる。

## 竜宮島
「たつみやじま」と読む。アーカディアン・プロジェクトのために作られた、移動可能な人工要塞島のひとつ。名前の由来は竜宮。所在地は西経(W)144°南緯(S)04°。人口はおよそ2,000人（いずれも1期第1話の時点）。
海上に出ている「島」と町並みは日本の平和と文化を継承するための「施設」であり、島の中枢たる施設の大部分は「島」を乗せている海中の移動要塞艦にある（劇中でも、島の上空から島の全景が見えるシーンがあるが、うっすらと島の海中に見える「影」が、この要塞艦）。緊急時には「島」が丸ごと移動可能で、その際には電磁推進システムを用いる（島の施設自体の主機関は重水素反応核融合炉を用いている）。戦闘時には各所に隠された防衛機構が現れ、要塞へと姿を変える。
島の擁するコアが同化した、偽装鏡面圏内にある島の空気中に存在する瀬戸内海ミールによって環境が保たれている。当初は新国連及び人類軍からは「API-1」と呼ばれ、『EXODUS』からは島の名前を英訳した「D・アイランド」という呼称がついている。
『EXODUS』終盤の第四次蒼穹作戦においてコアたる織姫の判断により、新たに宇宙から飛来した純粋ミール・アルタイルと交渉するための、美羽やアショーカといった「力」が十分に成長するまで、島民はプランデルタで脱出させた上で竜宮島はアルタイルとともに海中に沈め封印させることとなった。最終的にそれらの作戦は自ら残った澄美、芹をともに封印する形とはなったものの成功、自動潜行モードによって海中に没していった。
『EXODUS』18話以降のEDで　海中に隠れている基地全体が浮上した状態の島の全貌が見える。

### 島
竜宮島
居住区画。島民は皆ここに住んでいる。純和風的な家屋が立ち並ぶ。
向島(むこうじま)
竜宮島本島との間に約400mの人工橋がかけられていて、島民も自由に行き来ができる。銃火器類などの迎撃システムが設置されている。
剛瑠島(たけるじま)
航空機の発進及び収容・管理を行う島。艦船用の施設も備える。
本島と慶樹島の中間に位置しており、ケストレルなどの格納庫や滑走路を備える。
慶樹島(けいじゅとう)
竜の手を模して作られた6つの岬が特徴。ファフナーの収容施設を備え、模擬演習用の施設も併設され、移動にはパーンツヴェックを使用する。

### 島独自の風習
卒業式
本来の意味ではなく、竜宮島の特殊な風習の一つ。肉親の死などを契機にメモリージングされた情報を解放され、アルヴィスの存在を知った少年達が島の防衛活動に従事するため、便宜上中学を卒業して島を離れたという形をとってアルヴィスに入ることをさす。アルヴィス入隊希望者が現れるたびに執り行われるため、年に数回行われることもあった。劇場版では、本来の意味の卒業式と区別して「2回目の卒業」とも呼ばれた。
1期冒頭では皆城総士のみが既に卒業式を終えて、一旦島を離れていた（という形をとった）ことが描写された。それ以降は、既に島の存在をフェストゥムに知られて襲撃を受け、子供達も事情を知ったこともあって執り行われることはなかった。
お盆祭り
日本の文化のお祭りを島で行っており、お盆に従い灯籠流しを行っている。
提灯は保が主導になり設置しているが、劇場版以降はイアンも担当し、史彦や溝口も出店している。
成人式
現代日本で行われている成人式と異なり、竜宮島のそれは、成人にアルヴィスへのより高度なアクセス権限を付与（IDカードを授与）されるという、実質的な意味を伴う式典となっている。同時にアルヴィスでの制服が成人用のものへと切り替えられる。作中においては暉と広登の葬儀の後に、一騎、総士、真矢、剣司、咲良、甲洋に対して挙行された。彼ら以外の同世代の扱いについては不明。

### 島内の民間施設
竜宮島中学校→竜宮島学園
名前どおり、竜宮島に存在する学校。作中には登場していないが小学校も存在している。
1期時点では中学校までしか存在せず、一騎達は当時中等部の生徒であった。劇場版以降は高等部が増設されており、『EXODUS』までの間で一騎達劇場版までのパイロットは卒業している。
遠見医院
遠見千鶴の運営する診療所。翔子と遼は持病の治療のためにここに通院しており、同化現象対策の研究の一部も行われている。
鈴村神社
芹の家が運営する神社。芹の父が宮司を務め、神社の中にはこれまでの戦死者達の写真が置かれている。この他、新たに選抜されたパイロットにはお守りが渡されている。
剣司と咲良の結婚式と一騎達の成人式もここで行われた。
喫茶「楽園」
春日井夫妻が経営する喫茶店。溝口はスパイ活動のためにここの常連になっていたが、春日井夫妻の追放後は溝口がマスターを務めており、一騎不在の間は史彦はここで食事を取っていた。
劇場版以降は一騎と真矢が第二種任務としてここで働いており、一騎の名前が付いたメニューが看板となっている。特にカレーは絶品の模様。
『EXODUS』では暉も働いており、総士や零央も手伝うことがある。広登の実家である「堂馬食堂」を圧倒するほど繁盛しており、堂馬食堂が溝口の部下などの年配または成人が多いのに対し、客層は当時の一騎達の先輩後輩と若い世代が多い他、保などのクルーも一騎カレー目当てに常連となっている。特に女性客は一騎と暉を目当てに来店し、客足の衰えに危機感を抱く舞が敵情視察のために来店することもある。また、生徒会の打ち合わせやパイロット達の集合場所としても使われる他、ペルセウス中隊との交流及び新人達の初陣祝勝会兼派遣部隊への激励も行われ、島外派遣の際に休業となった。派遣部隊の帰還後は織姫、操、甲洋の3人も集まり、操はこの場所を「優しい記憶がたくさんある」と言って気に入っている（正規の営業を行っているかどうかは不明）。
堂馬食堂
広登の父である堂馬量平が経営する定食専門の食堂。楽園とは反対に溝口の部下である戦闘員たちが客のほとんどで、将陵佐喜や陣内貢も訪れている。そのため、夜になると満席になるほど混雑する。中には看板娘である広登の姉の堂馬舞目当てで来る客もいる。
西尾商店
西尾家に隣接している駄菓子屋。西尾行美が店番をしており、「機動侍ゴウバイン」が連載されている漫画雑誌もここで販売されている。
『EXODUS』では里奈が店番をしており、里奈に思いを寄せている彗がよく訪れる。
鏑木美容室
彗の母である鏑木香奈恵が経営する美容室。
御門や
零央の父である御門昌和が営む菓子店。和菓子からケーキなどの洋菓子まで作っている。零央も手伝っており、喫茶「楽園」にケーキや和菓子を提供している。
器屋
史彦が営む陶芸店。器が売れることは滅多に無いため、史彦の陶芸工房のようになっている。
竜宮島交番
竜宮島唯一の交番。要誠一郎が駐在だったが、戦闘で死亡したため後任として彗の父の鏑木充が駐在を勤めている。
漁港
名称不明。漁船から魚が運び出される場所。美三香の母で漁師の水鏡有子が働いている。

### 防衛機構
偽装鏡面
光学迷彩で竜宮島全体を球状に覆う高度なステルス性機構。直視はもとより、音波、電磁波なども遮断し、外部からは内部の状況は全く把握できなくなる。竜宮島は常時これを展開することにより、長年新国連はもちろんのことフェストゥムの目も文字通り欺き、隠遁してきた。また同様に内部から外の景色も遮断し、展開時の島内部における太陽の位置などの島周辺の風景は偽装鏡面に映し出された偽物である。しかしエネルギー消費の都合上、ヴェルシールドとの併用は出来ず、フェストゥム来襲時はこれを解除することになる場合が多い。
ヴェルシールド (磁冠シールド)
竜宮島全体を覆う強力な重力波バリア機構。強力なガンマ線以外なら赤外線や電磁波も遮断、拡散が可能。波長が共鳴するとすり抜けられてしまうため、重力波の波長は常にランダムに変化させている。第1、第2と2段階に展開される。しかし、フェストゥムに対しては突破されるまでの時間稼ぎ程度にしかならない。使用は偽装鏡面との二者択一。『EXODUS』ではさらに第3・第4など段階が増加しており、最大で第8まで増設された。その中間地点を「バトルフィールド」と呼称。フェストゥムとの戦闘による被害を最小化する態勢を確立している。Welle ShieldのWelleは、波を意味するドイツ語。
ヴァッフェラーデン
「第一種警戒態勢」のことを指す。フェストゥムの来襲時に対して、地下に収納された隔壁や迎撃兵器が展開される。
ノルン
小型の無人機動兵器。島に大量に配備されている。それそのものがビーム砲を搭載した迎撃装備であり、またバリアの展開をするなどのファフナーを支援する装備でもある。乙姫の覚醒によって起動。以降彼女のコントロールのみによって使用される。名称の由来はノルンを参照。『EXODUS』でも織姫の操作でファフナーの援護や盾になる他、マークノインのSDPを利用した陣形でウーシア型の大軍を撃破する、SDPを使用するアマテラスを守るフィールドなど多彩な運用が成されている。
ケストレル
単座戦闘機。全動式の主翼を備え、武装は全て機内の兵器倉に格納される。マルチロール機のため、空対空から空対地へ瞬時に切り替え可能。ブースターを装着することで高高度での戦闘も可能。要誠一郎率いるブルギルム隊が使用する。
ハーブローク
電子支援を目的として配備されている並列複座の電子偵察機。広帯域のジャミングが可能で、軽量なため航続距離が一番長い。一騎をモルドヴァ基地から連れ出すために、溝口と真矢が無断で使用する。
デナイアル
ミサイル兵器。海底の発射台から発射される。発射に少々時間がかかるため、フェストゥムの襲来に間に合わない場合が多く、使用して命中したのは作中では一回のみ。数は多いが相手がフェストゥムでは効果は薄い。

### 内部機構
ブリュンヒルデ・システム
主に島の防衛機構を統括するシステム。ワルキューレの岩戸で眠る乙姫の自己保護本能(生存本能)を利用したもので、敵の探知・要塞部の遠隔操作・エネルギー量の調整・偽装鏡面のON/OFF・迎撃装置による防衛行動のほか、島の環境制御や電力・浄水などの生活に関わる所まで制御している。しかし島の航行など他のシステムにすらも影響を及ぼす。フェストゥムの読心能力に対抗するために皆城乙姫が一体化している。つまり、事実上彼女自身が島を動かしていると言っても過言ではない。名前の由来は「ニーベルングの指環」に登場するワルキューレの一人でジークフリートの恋人でもある「ブリュンヒルデ」から。
ワルキューレの岩戸
皆城乙姫が眠っていた人工子宮。彼女がブリュンヒルデ・システムと一体化するための機構でもある。すなわち島の中枢と言うことも出来る。最終話にて乙姫はここに還る。床に刻まれたラテン語の文句は中世の錬金術士のモットーであった「Solve et Coagula」（溶融と凝固、または溶かして固めろ、意訳して融合せよ）。名称についてはワルキューレと天岩戸を参照。
ソロモン
レーダーに反応しないフェストゥムなどシリコン生命体の接近を知らせ、そしてその種別を判定するシステム。物語序盤ではアルヴィスの人々はこの反応を「ソロモンの預言」と呼んでいた。後に「ソロモンに反応あり」というストレートな報告に変更されている。ソロモンについてはソロモン王を参照。
ウルドの泉
キールブロックにたゆたう液体型コンピューター。かつてはミールの解析に使われていたが、現在は主にソロモンのマスターサーバーとして使われている。蒼穹作戦で入手したフェストゥムとの共存のデータはここで受信された。ウルドについてはウルズを参照。
『EXODUS』中盤以降はゴルディアス結晶が出現しており、「島における存在と無の境界線」とも呼ばれている。
CDC
戦闘時に使用される総合管制司令室。真壁司令ほかアルヴィス上層部およびオペレーターが戦局を判断し、命令を下す。
下記の「アーサーズ・ルーム」と第一司令室が存在する（劇場版以降は再び第一CDCで使用されている）。
劇場版以降は復旧され、再びここで管制を行っている。
アーサーズ・ルーム
正式名称「並列一体型アーサーズ・ルーム」。ソロモン本体を管制システムが囲っている構造を取っている。最初に建造された司令室だが、戦略機能に特化した構造のため、島の防衛・管理機能まで補うことができずシステムに負荷がかかるため、ソロモン本体の演算室として封鎖されていた。円卓状のコンソールパネルをオペレーターが操作する形になっている。
1期後半で人類軍が竜宮島を占拠し、フェストゥムとの戦闘で第一司令室が崩壊した際に皆城乙姫の手により再び起動され、以降は乙姫が防衛・管理機能を制御することにより正式に新司令室となった。
劇場版以降は第一CDCが復旧したことで再び封鎖された。
“ アーサーズ・ルーム ”という名称はアーサー王の「円卓の騎士」に由来。
水中展望室
壁面が強化ガラス張りになっており、水中を見ることができる。元はゼロファフナーの起動実験が行われた場所で、その時に消失した空間を利用して作られた。水中にいるゼロファフナーを少しだが見ることができる。
パーンツヴェック
水中をリニアレールで進む移動設備。推進中は外側を水蒸気の空洞が包むように設計されているため、水の抵抗がほとんどなく、理論上は音速に近いスピードを出すことが可能。ただし、電力消費が大きいため、通常生活では作動が禁じられている。
本島・慶樹島間(ファフナー・パイロット用)と、本島・剛瑠島間(航空機パイロット・エンジニア用)がある。
ブルク
慶樹島にあるファフナーの格納庫。中央コントロールブロック(発進準備を行う場所)を5つの格納ブロックが囲む形で構成されている。ファフナー・パイロットはここでファフナーに乗り込む。
ナイトヘーレの門
ファフナーの出撃口の一つ。ファフナーブルクの地下から島外縁の海中に直結する水路に多数設置されている。単にナイトヘーレと呼ばれることが多い。
機体はここでスーパーキャビテーション状態にされ、海中へ高速で射出される。
名称の由来は『ニーベルングの指環』におけるファーフナー（ファフナー）の洞窟の名から。

### 輸送装備
デビルレイ
ファフナー輸送用の大型輸送機。全長90m、全幅150m。ファフナーは機外にコンテナで搭載される。コンテナは全部で5つ搭載可能で、コンテナは切り離されると補助翼を展開し、一定の高度でバラバラになる。
第一次蒼穹作戦で使用され、ファフナー部隊を北極まで送り届け、補給の装備を投下した後、竜宮島へ帰還する。
大型飛行艇(名称不明)
ファフナーを輸送可能な大型機。デビルレイとは異なり、ファフナーは機内の格納庫に格納される。
第一次蒼穹作戦で、溝口たちがファフナー部隊を回収するために使用する。
CCTS
正式名称は「巡航運搬推進装置キャリースラスター」。いわゆるロケットで、中にファフナーを1機搭載し、ナイトヘーレから射出されて水中を航走した後弾道飛行で目的地付近まで行くと、外装が剥がれ落ちてファフナーを発進させる。輸送機より速く輸送が可能だが、帰ってくることは出来ないため、滅多に使われない。
『EXODUS』にてザインとニヒトをシュリーナガルへ輸送するために使用する。その際は、CCTSを両機が同化することで速度を上げた。

### 蒼穹作戦
竜宮島において最重要目的を達成するために実行される作戦群。
元々は1期終盤で、人類軍のヘブンズドア作戦に乗じて総士の奪還と紅音の共鳴核と接触することを目的に行われた。これ以降、重要作戦にはこの名称が用いられる。
命名者は史彦。人類軍が大気圏外を目指すのに対して島は空を示す言葉を用いるという真矢の提案を採用、当時の現地天候が快晴であったことから「青く広い空を指す言葉」である「蒼穹」が用いられた。
第一次蒼穹作戦（1期にて実行）
人類軍のヘブンズドア作戦に乗じて北極に囚われた紅音の共鳴核に接触し、人類とフェストゥムの共存データを入手すると共に、直前の戦闘でジークフリードシステムごと連れ去られた総士の救出を目的としている。溝口、容子、保がデビルレイでファフナー隊を北極へ送り、交換用装備を投下した後に竜宮島へ一時帰還、回収用の機体で迎えに来るまでの間にファフナー隊が総士を救出し、また紅音の共鳴核と接触してデータを入手することが作戦の全容。最終的にデータ入手後にマークザインとマークジーベンが北極ミールを破壊し、総士は一騎と再会を約束して消滅する。
この戦い以後、砕けたミールの欠片が世界中に飛び散り、それぞれが独自の成長を遂げ、フェストゥムも群体活動から個体活動を行うようになる。
投入されたファフナーはマークザイン、マークジーベン、マークドライ、マークアハトの計4機。パイロットを失い、大破していたマークフュンフは不参加。
第二次蒼穹作戦（劇場版にて実行）
直前の戦闘で日野美羽が「おはなし」と表現する情報交換でエウロス型による命令を書き換え、敵を撤退させた後に立案された作戦。
溝口の指揮の下で竜宮島を防衛する間に史彦が指揮を執る遊撃部隊がボレアリオスミールと接触し、島のミールと乙姫の経験を美羽が伝えることを目的としている。マークザインをはじめとするファフナー数機の損失を埋め合わせるため、本作戦には里奈と暉のゼロファフナーを遊撃部隊に、防衛部隊には甲洋が自らをコアにして帰還したマークフィアーが所属している。戦闘中に島では芹が同化により消滅の危機に瀕するが、ミョルニアの行動により生還する。また、防衛中に機体ごとマークニヒトに閉じ込められた一騎が復帰し、操に訴えたことで操もミールの支配から脱して作戦は成功、戦闘も終結する。
直後に人類軍による核攻撃が行われたが、操を初めとするボレアリオス群フェストゥム達が核を止め、同時に美羽と対話を行ったミールは竜宮島の物と同じく大気となる。ほぼ同じタイミングでコアが成長期を乗り越えて竜宮島のシールドも復旧、双方の全滅を回避してボレアリオスは去って行った。コアが成長期を乗り越えた事で島民達の放射能汚染の症状も回復し、総士も帰還する。
投入されたファフナーはマークザイン、マークジーベン、マークドライツェン、マークフィアー、マークドライ、マークアハト、マークフュンフ、ゼロファフナーの計8機。パイロット不在のマークツヴォルフは不参加。
第三次蒼穹作戦（『EXODUS』にて実行）
ウォーカー群フェストゥムが竜宮島侵食作戦を本格化、彦島が乗っ取られ、瀬戸内海ミールの機能減退に至ったことにより計画された作戦。
ウォーカー群殲滅による竜宮島奪還を目的としており、エインヘリアル・モデルへと改修された竜宮島内ファフナー投入により行われる。海水化したミールを彗のアマテラスがSDPで引き寄せ、アルヴィスの基幹エネルギーを供給された里奈のマークノインがこれを破壊する流れとなっている。
作戦開始序盤で引き寄せられたミールの一部を破壊するも、ウォーカーがアマテラスに同化を図ることで危機に陥ってしまうが、甲洋がマークフィアーを再構成して戦線復帰したことで形勢が逆転、群れの撃破に成功し島の奪還に成功する。ウォーカーを取り逃がしたものの、群を構成できないほどに弱体化させ、派遣部隊との合流までの時間稼ぎにもなった。戦闘中に美三香が同化現象によって肉体を喪失するが、意志は結晶体に残った状態で以降の戦闘にも参加している。
投入されたファフナーはマークフィアー、マークドライ、マークアハト、マークノイン、マークツヴォルフ、アマテラス、スサノオ、ツクヨミの計8機。パイロット不在のマークドライツェンは不参加。
第四次蒼穹作戦（『EXODUS』にて実行）
第三アルヴィスへと移設されたアショーカの再生、およびそれを用いたアルタイルとの交信のため、ベイグラントに掌握された人類軍とフェストゥム群を相手にした、第三アルヴィス防衛兼ベイグラント排除作戦。
搭乗者2名のSDPを相乗できるよう改良されたゼロファフナーの特性を生かし、里奈が増幅した彗の「引き寄せ」によって、大気圏外のベイグラントを地上へ墜落させ撃破することを目的とする。史彦の方針により、子供達ファフナー部隊はフェストゥムの群れの相手に専念、人類軍艦隊は竜宮島が引き受ける形を取っている。
人類軍艦隊は新国連から独立したばかりで統一が不十分だったことから、史彦らアルヴィスが自分たちの持つ情報を開示したことでバラバラとなり、一部の爆撃機が竜宮島を援護する。バーンズの旗艦も空母ボレアリオスに同化されたことで鎮静化。ベイグラントは竜宮島ファフナー部隊によってクロウラー群をはじめとした群を抑えられるとともに、ベイグラント自身もゼロファフナーの手で落下しマークニヒトによりコアを破壊され消滅、マークレゾンも一騎の干渉によってジョナサンが正気を取り戻したことで鎮静化し、宇宙へ追放された。　
司令官たる史彦すら知らなかった作戦の全貌は、美羽やアショーカといった「力」の成長が十分には至らなかったことから本作戦時点ではアルタイルとの対話は見送り、期が熟すまではアルタイルは美羽を中継した織姫の干渉で一時的に停止させ、島民はプランデルタで脱出させた上で竜宮島はアルタイルとともに海中に沈め封印することであった。最終的にそれらの作戦は自ら残った澄美、芹をともに封印する形とはなったものの成功、アショーカは美羽を除いたエスペラント、ナレイン、弓子の命を同化したことで安定、新たなコアと転生した総士を残し海神島へと定着するに至った。
投入されたファフナーはマークザイン、マークニヒト、マークジーベン、マークドライツェン、マークフィアー、マークドライ、マークアハト、マークツヴォルフ、ゼロファフナー、スサノオ、ツクヨミ、トローンズ・モデル（サンダルフォン）の計12機と、ジークフリードシステムの最大統括数が初めて投入された。また、システムの統括数の限界と暉の戦死、里奈と彗のゼロファフナーへの乗り換えでマークノイン、マークツェン、アマテラスは不参加。
第五次蒼穹作戦(『THE BEYOND』にて実行)
海神島のコアと結託したエスペラントのマリス・エクセルシアの裏切りによって連れ去られた総士と二人のパイロット候補生を救出し、同時にプロメテウスミールの宇宙への脱出を阻止する作戦。
キャリースラスターでマークザイン、マークツヴァイ改(グリムリーパー)、マークドライツェン(クロノス)、マークフィアー(アバドン)が無人機と共に先行、総士達の救出とマリスの確保を行い同時にプロメテウスミールを排除する。その間、Lボートからマークジーベン(アズライール)、マークノイン(イザナミ)、スサノオ、ツクヨミ、アマテラスが退路を確保するべく群れを攪乱する。
しかし、マリスと結託したフェストゥム・セレノア、レガート、フロロ(ウォーカー)が戦闘に参加し、真矢達はセレノアのクロッシングによる同化で同士討ちを行い、イザナミはフェンリルで自爆した。更に、マリスに奪われたマークアイン改(スペクター)がレガートをパイロットにフロロと共に一騎達を急襲、美羽が先行するがマリス達のロケットを撃つことが出来ずにプロメテウスの脱出を許してしまう。加えて、一騎が能力の酷使で眠りにつくと同時にフロロが撤退したためにグリムリーパーも奪われてしまう。
脱出時にプロメテウスはマレスペロと名乗り、増大したゴルディアス結晶を赤い月として人類に宣戦布告、自らの群れをベノンと称するようになる。
これまで実行された蒼穹作戦においては初めての失敗となる。
投入されたファフナーはマークザイン、マークジーベン（アズライール）、マークドライツェン（クロノス）、マークフィアー（アバドン）、マークノイン（イザナミ）、スサノオ、ツクヨミ、アマテラス、マークツヴァイ改（グリムリーパー）の計9機。尚、この作戦でグリムリーパーはスペクターと共にベノンに奪われ、イザナミはフェンリルの自爆で失われる（里奈は自爆直前に彗のSDPで引き寄せられ、同化からも逃れるとともに生還するも、昏睡状態に陥ってしまう）。

## 新国連 / 人類軍
新国連は世界最大の人類総意決定機構であり、人類軍は新国連が要する世界最大の軍事組織である。本部は南アフリカプレトリアに置かれている。現在の最高権力者は事務総長であるアメリカ人のヘスター・ギャロップ。
フェストゥムとミールの完全殲滅を基本総意としており、2118年には瀬戸内海ミールの急速増殖に対抗するため核攻撃を強行、日本国を消滅させるなど、総意遂行のためならば（日本）人の命すら厭わない。以後も瀬戸内海ミールの毒素を身体に保有する日本人を根絶やしにすることと読心能力でフェストゥムにアーカディアン・プロジェクト由来の技術が知られることを防ぐため、人類軍を使い幾度もアルヴィスと敵対した（竜宮島が偽装鏡面を展開し世界から隠れているのは、フェストゥム以外に人類軍から身を隠すためでもある）。狩谷由紀恵のように、竜宮島民だったが新国連のスパイとして寝返った者もいる。
一方で、アルヴィスの高度な科学技術がフェストゥムに対し相応に有効であると認めており、ファフナー・ノートゥングモデルの奪取を目論んだり、ミツヒロ・バートランドや日野洋治など竜宮島の重要な技術を知る者が島を出た際には新国連に迎え入れている（本来アルヴィスだけが保有していたファフナーを人類軍が建造出来たのも、このような理由によるもの）。
『EXODUS』の時代（2150年、2151年）にも、交戦規定アルファの発令でフェストゥム殲滅を優先する新国連の姿勢に変化はないが、実際にフェストゥムと戦う人類軍では半世にも及ぶ戦いで多くの人材が喪われ、大将だけで100人いうほど階級が意味を成さなくなるまでに疲弊した実態と竜宮島（D･アイランド）がミールを人類に有益なものに変容させたことが知られ、ナレイン将軍率いるペルセウス中隊のように竜宮島に協力を求める部隊も現れるが、積年の因縁と人類軍全体の動向が不明瞭なために故に正式な同盟は困難な状態。
同時期にヘスターの主導で実行されている人類救済の「トリプルプラン」が既に破綻しているにも拘わらず、方針を変えないばかりか人類に有益なミールを擁する竜宮島とペルセウス中隊を抹殺しようとするなど、ミツヒロの死後はヘスターの独裁政権となり、この独裁に反感を抱くバーンズを中心とした人類軍将校や将兵がヘスターを始め「トリプルプラン」推奨派の官僚と士官達を暗殺して人類軍の指揮権奪還を図っており、既に新国連に人類軍をまとめるだけの力は失われている。そして壊滅させた第三アルヴィス・海神島から奪ったコアをヘヴンズドア作戦にて入手したミールと同化させることで｢プロメテウスの岩戸｣として機能させ、世界唯一の宇宙ステーションたるアザゼルD型種・ベイグラントをもって、「トリプルプラン」を隠れ蓑に「第四プラン･赤い靴作戦」による衛星通信の独占及び他フェストゥム群の誘導、そしてそれらによる人類選別計画が明かされた。
やがてプロメテウスがヘスターらの非道により募らせた憎しみによって蜂起、太平洋生存圏を中心とした人類軍は乗っ取られてバーンズを総帥として新国連から独立すると同時に「トリプルプラン」そのものも完全に破綻する。ベイグラント群フェストゥムと共にコアの「憎しみ」で世界の支配を図る武装集団へと成り果て、竜宮島部隊とアルタイルとの交信権をめぐり大決戦に臨む。しかし、新国連という大義を失った後のわずかな期間で統制が取れるはずもなく、史彦から全部隊にフェストゥムとの共存に関するデータが送られたことで、作戦そのものが頓挫した。
『THE BEYOND』では引き続き新国連旗下の人類軍とダーウィン基地を本部とするバーンズ率いる独立人類軍に別れてフェストゥムと交戦を継続している。

### ペルセウス中隊
『EXODUS』においてナレイン・ワイズマン・ボース大将が率いる人類軍南アジア艦隊所属の部隊。
壊滅したハワイで保護したエメリーとの出会いをきっかけにエスペラントの存在およびフェストゥムとの対話と共存による平和をナレインが提唱、その賛同者およびエスペラントの素養を持った軍人達で構成されている。半世紀近く続く戦いに疲弊する人類軍内部で多くの注目と支持を得ている。
エメリーが持っていたミールの欠片を根付かせ、世界樹となって周辺のフェストゥムと共生するエリア・シュリーナガルを拠点としている。アルタイルとの対話のために竜宮島と協力関係を結ぶが、エスペラント抹殺を目論む新国連本部の陰謀により基地を失い、ミールの移植と生存者の安全確保のためにダッカ基地への合流を図るも、同行した派遣部隊と市民共々交戦規定アルファの対象となり孤立してしまう。
長い旅路の果てに満身創痍となりながらも、竜宮島とボレアリオスに合流。隊員の9割が死亡し、ファフナー隊が全滅したことで戦闘能力を喪失し、以後は竜宮島の指揮下に入り共闘する。
『THE BEYOND』でも生き残った隊員達は海神島においてアルヴィスのクルーとして活動している。
ナレインを指揮官とし、主な隊員はジョナサン・ミツヒロ・バートランド、アイシュワリア・フェイン、ビリー・モーガン、ウォルター・バーゲスト。また、民間人という立場ながらその能力ゆえにエメリーも中心人物となっている。
所属するファフナーは全て群青色で統一されている。

### アルゴス小隊
『EXODUS』においてダスティン・モーガンが率いるファフナー部隊。交戦規定アルファの発令に従い、フェストゥムおよび同化された人間や地域への攻撃を主任務とする、いわゆる汚れ役専門の部隊。しかし、実態は交戦規定アルファを言い訳にヘスターの障害を合法的に抹殺する新国連本部の私兵であり、同化されていない友軍や民間人を抹殺するために基地司令を暗殺して基地を乗っとるという暴挙にも及ぶ。作中では派遣部隊とペルセウス中隊を抹殺するためにダッカ基地を乗っ取って執拗に追撃するが、竜宮島との合流、ダーウィン基地、第四次蒼穹作戦の戦闘を経て全滅する。
ダスティンを隊長とし、キース・ウォーター、ハインツ・ビットナー、チェスター・ゲインが所属する。
所属するファフナーは全て黒で統一されている。

### 主な軍事基地
モルドヴァ基地
1期にて日野洋治とミツヒロ・バートランドがザルヴァートル・モデルの開発を行っていた基地。地下に存在するためにフェストゥムの読心能力を防ぐことが出来る。しかし、潜入していたイドゥンの手引きによりフェストゥムの襲来を受け、マークザインの暴走に巻き込まれる形で崩壊する。
ハワイ生存圏ポリアフ基地
『EXODUS』冒頭でナレイン・ワイズマン・ボース大将が指揮していた太平洋圏最大の輸送基地であり、太平洋生存圏の食料自給率を支える重要拠点である。ロードランナーの襲来を受け、最終的には交戦規定アルファによる核攻撃で壊滅した。
エリア・シュリーナガル・アグラ基地
ペルセウス中隊設立後のナレインが管轄し、世界樹が存在するペルセウス中隊の本部。世界樹の力によって、このエリア内に限り人類軍は本来ならフェストゥムを呼び寄せるために規制される広域の電波通信を使える。
アグラ基地はミールが存在する神殿の井戸（バルカ）を取り囲むように円型に建造され、井戸の最深部には“バルカの水底（みなぞこ）”と呼ばれるミールと対話する「場」がある。
竜宮島の派遣部隊がやってきた日の夜、新国連がペルセウス中隊に潜入させていたパペットMB7型＝ジョナサン・ミツヒロ・バートランドを中継して誘導されたロードランナー群の襲撃に遭い住民の半数近くが死亡、ダッカ基地への避難と世界樹移設のために放棄された。
ダッカ基地
シュリーナガルから約2500kmにある海洋基地であり、南アジア艦隊の旗艦拠点。ナレインを支持する司令官のカマル・デクスターは救援を派遣する気でいたが、ダスティンに暗殺される。その後、アルゴス小隊に乗っ取られて派遣部隊とペルセウス中隊を抹殺すべく追撃部隊が組織される。
ダーウィン基地
世界で唯一衛星通信が行える南太平洋生存圏の基地。ヘスターが本部とは別にここを活動拠点としている軍事都市でもあり、マークレゾンの開発及びプロメテウスの岩戸によるフェストゥムの誘導を行っている。クローラーの襲来に際して交戦規定アルファを発令し、都市全域を焼き払おうとするが真矢の脅迫とジョナサンのマークレゾンによってクローラーが消滅したことで壊滅を免れる。
ヘスターの基地放棄後は太平洋生存圏を掌握し、バーンズ率いる独立人類軍の拠点になる。

## ファフナー
人類がフェストゥムに対抗するために専用開発した「思考制御・体感操縦式」有人兵器。名称は竜を意味するファフニールから。フェストゥムの持つ読心能力を防ぐことができるのが最大の特徴。

## ミール
フェストゥムの脳であり中枢ともいえる、情報を高密度に集積した光子結晶体。全宇宙に無数に存在し、本来は知識を記憶し続けるだけの存在であるが、極稀に吸収した情報に反応して、生態系に多大な影響を及ぼすほどの行動を起こす。その「極稀な行動」が地球で起こったことが地球人類にとっては悲劇の始まりとなった。
1期では北極ミールと瀬戸内海ミールの2つが登場。劇場版とEXODUSでは破壊された北極ミールの欠片が独自の成長をした派生型や外宇宙から襲来するミールも登場。
破壊されてもその小さな欠片が独立した存在として残り続け、独自の成長をしていくが基本的には破壊前に集積された情報に則った行動を取り、フェストゥムを統括していく。
公式の裏設定では、既に太古の時代から別系統のミール（超古代ミール）が地球に飛来しており、人類が類人猿からホモサピエンスへ進化するのに影響を与えたとされている。フェストゥムが現人類の思考を読めるのはその名残りとされている。
北極ミール
西暦2114年に北極へと飛来し、地球上ほぼ全域のフェストゥムを生み出し統括することで「全地球生命体の同化」を為そうとするミール。西暦2113年に宇宙から「あなたはそこにいますか？」と問いかけ、地球人類が電波信号によってそれに解答した結果地球に飛来、断続的にフェストゥムを誕生させ侵略に乗り出した。各地に質問者（スフィンクス型）を派遣して、あらゆる情報の収集解析・学習し、それに応じて進化させた新しい型（タイプ）を送り出す。最終的に、人類軍中枢にマスター型（イドゥン、当初はミョルニアもその分岐の一つだった）をスパイとして潜り込ませるまでになる。同時に竜宮島を定期的に攻撃しつつ、ファフナーを解析。要であるジークフリード・システムの存在に気付くと、イドゥンに略奪させて、人類からの総攻撃に対する切り札として利用しようとした。月の裏側には、北極ミールの分身達（小ミール）の存在が示唆され、人類軍のヘヴンズドア作戦はそのネットワークを叩く作戦であった。
蒼穹作戦にてジークフリード・システムを奪い返された際に本格的に動き出し、大気圏外から襲来するフェストゥムとともに地球全体を覆おうとしたが、マークジーベンの狙撃（ドラゴントゥースをマークザインの同化により強化したもの）を受けて砕け散った。北極にいた多くのフェストゥムは力を失って落ちていったが、ミールがその死をもってフェストゥムに「個体であること」を与えたため、イドゥンだけはなおもアルヴィスの部隊を同化すべく襲いかかってきた。
北極で砕かれてからは世界中に飛び散った欠片が世界樹やボレアリオスのように個々の手段で人類との共存を目指すもの、アザゼル型を始めとする人類への憎しみを抱く群の構成など独自の発展を遂げていく。
『EXODUS』ではキーパーソンのエメリー・アーモンドの弟が偶然北極ミールの欠片を手に入れ、彼女は弟を通してミールと交信する方法を教わる。弟がミールに同化されてからは彼女の手に渡り、エリア・シュリーナガルで成長、エリア全体を統括するミールへと変貌している（世界樹アショーカの記述も参照）。人類軍の本部では「ポラリス」と呼ばれている。
瀬戸内海ミール
西暦2085年に日本で人類史上最初に発見され、妊娠を妨げる遺伝子障害を発生させることで「日本中の全生命体から受胎能力を喪失」させたミール。瀬戸内海海底の巨大なクレーター跡から発見され、人類はこれを研究することによって超古代ミールの存在と、人類進化にミールが大きく関係していることをつきとめた。その後は3分割された後アルベリヒド機関、日本自衛軍研究機関、国際エネルギー研究公社の3箇所に保管されていたが、フェストゥムによる大量殺戮に呼応して増殖を開始した。「死」の概念を間違って理解していたことから、日本中の全生命を死から守るために遺伝子障害を発生させてしまい、国内の日本人は全て生殖能力を失うこととなった。汚染拡大を恐れた新国連の攻撃によって日本列島が消滅して以降は、3つの欠片が3つ作られたアルヴィスに託され、現在の竜宮島製ファフナーおよびコアにこのミールの欠片が使用されている。
竜宮島のミール
竜宮島のコアとして使用されている瀬戸内海ミールの欠片は、本編では結晶体から大気（バイオ・スフィア）へと組成を変えており、島の空気に溶け込んで存在している。公式によれば、これは乙姫がまだ胎児の状態であった頃、ミールの欠片が北極ミールと呼応して研究中に暴走、身ごもっていた皆城鞘を取り込み同化、生命を宿した母体であった鞘と同化した結果「誕生」を理解し、無機物から有機物への激変を成し遂げた結果による。なお、鞘との同化時に彼女の胎内にいた乙姫は、フェストゥムと融合した状態で救出されたことで大気となったミールの欠片と意思疎通をする能力を獲得、これによりブリュンヒルデ・システムが成立し、ミールによる島の環境制御・防衛システムが制御可能になっている。乙姫はこの事実に関して「真壁紅音が北極のミールに命を与えたように、私のお母さんは私達のミールに命を与えた」と史彦に語っている。
また、大気になる前にさらに分割されたミールの欠片が大量に保管され、ファフナーのコアとして運用されている。これにより竜宮島のファフナーは人類軍のものとは比較にならない高性能機として実現している。
本編の後半で中途半端に「死」を理解してしまったため、それに則って島の環境ごと自壊自滅しようとするが、乙姫と完全に融合一体化を果たすことで「生命の生死循環」を理解する。その結果、弓子は道生との間に娘をもうけることとなり、誕生した美羽は世界最高のエスペラントとして生を受けた。
『EXODUS』ではエメリーの接触を通してウルドの泉で大量のコアとゴルディアス結晶を発生させる。さらに新世代パイロットたちに「SDP」と呼称される異能の力を発現させ、同時に部分的同化と肉体の変質を引き起こす。これはまだミールが成長過程であり、人間という生き物を完全に理解するに至っていないためと思われる。皆城織姫に言わせると、これはパイロット達の生命を守る「祝福」であるという。
ゴルディアス結晶出現後は、それに蓄積された島民達の命と記憶を介して子供達にクロッシングを行って対話をするまでに発展し、特にカノンと暉が消滅する際には一騎と里奈にクロッシングで別れを告げ、さらに自らその道を選んだ一騎を生と死を超えた新たな存在として覚醒させた。そして第四次蒼穹作戦では到来したアルタイルを、その力で美羽を介した織姫の交渉を通して竜宮島内に封印した。
なお、クロッシングの際に現れる人間は一騎、剣司、里奈、彗の例から、その者にとって最も大きな存在となっている。特にカノンはその能力と意志の強さから頻繁に子供達の前に現れている。一騎、剣司、彗の場合はカノン以外にそれぞれ翔子、衛、早苗が、里奈の場合は暉と広登が現れている。
第三アルヴィス（海神島 / アトランティス）のミール→プロメテウスのミール
第三アルヴィスことアトランティスのミールおよびコアも島民と絆を育んでいたが、島は人類軍によって滅ぼされておりコアも奪取され、人類軍の入手した北極ミールの欠片と同化させられた末にベイグラントやパペットを生産・操作する尖兵として利用していたことが明かされる。しかし、人類軍が滅ぼしたかつての島民や、パペットに宿す形で発生・消滅を繰り返した人格達の「死」をもって、ベイグラントに発生させたゴルディアス結晶に「憎しみ」の感情を蓄積してしまい、その器となり得るジョナサン・ミツヒロ・バートランドが人類軍に回収されたことを機に反旗を翻す行動を開始する。人類軍を掌握して竜宮島とアショーカを制圧しアルタイルを手に入れようとしたが、マークニヒトによって「痛み」を教えられるとともにベイグラントが倒されたことで力を喪失、最後はマークレゾンとマークザインを取り込もうとしたが、ザインはマークフィアー、マークドライツェンの干渉により帰還に成功した。
しかし、コアであるプロメテウスは生き延びており、姿を隠していた。二年後の『THE BEYOND』で実行された第五次蒼穹作戦では竜宮島のファフナー隊とバーンズの独立人類軍の追撃を振り切って宇宙へ脱出、ベイグラントのゴルディアス結晶と合流して巨大な赤い月を作り、以後プロメテウスはマレスペロを名乗り、自身の群れをベノンと称するようになる。
ボレアリオスのミール
劇場版で登場。蒼穹作戦で破壊された北極ミールの欠片が成長した一つ。人類軍の空母ボレアリオスを艦ごと同化し、生命の循環を理解しようとしていたが、新国連の攻撃により痛みと憎悪に呑まれてしまう。なおこの群はミョルニアを保護・軟禁し、ミョルニアの器たる紅音が有していた人類の戦術を提供されたことで、エウロス型など人類の戦術を学習・模倣した戦力を有することが特徴。
劇場版では竜宮島に彼らなりの「和平」を求めたことが戦いの発端となる。第二次蒼穹作戦を経て美羽との対話により生命の循環を学び、竜宮島のミールと同じく艦の周囲を取り巻く大気となり、人類との共存を望む群となって去っていった。
『EXODUS』では艦の周囲をアザゼル型フローターに偽装していたが、人類軍の干渉によりアルゴス小隊およびアビエイター群の襲撃を受けた美羽とエメリーの呼びかけを受け、「美羽を同化する」という交換条件のもと彼らの救援へと駆けつける。以後は竜宮島とペルセウス中隊の友軍として活躍し、第四次蒼穹作戦においてはバーンズの艦に取り付き同化することで、人類軍艦隊無力化に一役買った。
『THE BEYOND』では独立した状態で海神島に停泊し、エウロス型やファフナー部隊と共に作戦行動に出ている。
世界樹アショーカ(Aśoka)
『EXODUS』から登場した、人類軍のナレイン将軍が把握しているミールであり、ボレアリオスのミールと同様に北極ミールの欠片が派生したもの。インド・シュリーナガルに存在し、周辺地域（エリア・シュリーナガル）のフェストゥムと共生関係を築いている。元々はエメリーが持っていた北極ミールの欠片が成長したもので、現在は天空にまで届こうかという高さを持つ巨大な樹の形態を取ったことで、人類軍により“世界樹”あるいは“無憂樹”・“聖なるアショーカ（の樹）”と呼称された。
このミールを通じて世界最高のエスペラント・日野美羽をアルタイルと対話させ、瀬戸内海ミールのように人類に有益な存在に変容させようと考えたナレインは、危険を冒して竜宮島へと向かう。以前から美羽とクロッシングによる「おはなし」で交流のあったエメリーを同行させて、美羽と出会わせ自分たちに敵意が無いことを示した上で、竜宮島の協力を得ることに成功した。
島外派遣によりエリア・シュリーナガルに来た美羽は、世界樹を通してアルタイルと接触するが、対話をするには肉体と能力が幼すぎたため、美羽自身の願いを受けて肉体年齢を急速に成長させて対応しようとした（直後に弓子が気付いたので、おおむね10歳前後程度の身体成長で停止した。後に、これ以上の（肉体）成長は命にかかわると理解したようだと「弓子」が語っている）。さらに、美羽を守るために宿泊先の崩落で死亡した弓子を一時的に蘇生している。この事例のように、他のミール同様まだヒトや生命の循環を完全に理解していないが、基本的に人類の意思を拒否・敵対する様子はなく、過去にエメリーも弟の意志を汲み取ったミールの力によって生き長らえている。
美羽との接触の翌日に襲来したロードランナーによって破壊されるが、コアが無事であったためにナレインたちはコアを摘出、第三アルヴィスへ“移植”する脱出行に出発。幾多の妨害に遭いながらも第三アルヴィス＝海神島への移植に成功するも、ベイグラントの干渉で弱体化してしまったため、美羽を除くエスペラント、弓子、ナレインの命を同化することで再生、新たなコアを生み出し海神島に定着した。
『THE BEYOND』ではシュリーナガルの時と同じ状態まで再生を果たし、第五次蒼穹作戦の時点で既にコアはエメリーが転生したルヴィ・カーマとしてマレスペロの陰謀を告げるなど、いくつかの未来を予見している。また、側にはかつて沈静化したマークニヒトの石棺が建設されている。
アルタイル
『EXODUS』から登場した、外宇宙より地球へ接近しつつあるミール。この名称はナレインらが用いている。ナレインらは交信を試みているが、ベイグラントによって交信が阻まれてしまっている。ナレインはアルタイルをアザゼル型が迎え人類の敵となる前に、世界樹アショーカを通してアルタイルと対話を行い、人類との共存が出来るようにするために美羽の協力を求めた。
シュリーナガル壊滅時点では約半年後に到来が予想されており、それ以前に新国連も「ゴールデン・レコード」の他、電波や光を用いて友愛のメッセージを送っていたが、エスペラントやミールの研究が竜宮島と比較して大きく遅れている新国連ではその意志が伝わったと思われず、新たなる脅威の到来と判断される。
最終的に、交渉のキーとなる美羽やアショーカの成長が不十分なうちに地球に飛来する結果に至ったため、第四次蒼穹作戦の末、織姫の判断により竜宮島の中に封印され、機が熟すまで島とともに海中に没することとなった。
フェストゥムの森
「シャッター作戦」により作られたフェストゥムの密集地の一つに存在する。敵意を持たないミールの欠片が流れ着き、森の形に成長したもの。樹1本の長さは世界樹には及ばないが、それでもファフナーより遙かに巨大である。地球上に実際に存在する森に近い形で群れを構成し、人類に敵意は無いが、下手に触れれば同化される恐れはある。派遣部隊とペルセウス中隊はエスペラントの力でここのミールと対話を行い、エネルギーの確保に成功した。また、エネルギー確保の際にはミールが花を咲かせるかのようにコアを提供した。

## フェストゥム
身体の99%をケイ素で構成されたシリコン型生命体。他の生物と同化、もしくは消滅を目的に行動する。様々な種類があるが、フェストゥムという存在は全体で一つである。各々のコア（ペルソナ）を通し、ミールから送られてくる情報と意志を全体で共有するため、基本的に固有の意志を持たず、個体という概念自体がない。各個体は、単にミールという「脳」からの命令を具現化する「手足」に過ぎず、コア部分を完全に破壊しなければ倒せない。読心能力によって相手の思考を読むことができ、人類の戦術はことごとく読まれてしまうため、対等に渡りあうためにはファフナーに搭乗して読心能力を防ぎながら戦うことが求められる。当初は海中では活動不可能とされていたが、後に進化して活動可能となる。フェストゥムが有する同化やワームスフィアー（歪曲回転体と呼ばれる黒い球体で、これに触れた物質はゼロ次元へ向かって捩じ切られる。倒された場合でも発生する）等の能力を総称してSDP（超次元現象：Super Dimensional Phenomenon）と呼ぶ。フェストゥムとは「祝祭」を意味する。
通常兵器で撃破できないわけではないのだが、あまりに数が多すぎるために基本的にファフナーでなければ対抗しきれない。
『EXODUS』では通信を経由して相手の精神に入り込み同化するようになり、更にファフナーの構造を理解して対ファフナーに特化した個体も出現する。広域通信を利用すればフェストゥムを呼び寄せてしまうことになるので、人類軍では迂闊に使用することが出来ない。第二次脱出行ではナレインがアルゴス小隊の追撃を振り切るためにこの特性を逆手に取った。
当初は北極ミールを中心に活動していたが、北極ミールが消滅時にフェストゥムに個体であることを与えたのをきっかけにフェストゥムが個体活動を開始する。砕かれたミールも同様に分裂し、破壊前同様に憎しみを元に人類を滅ぼそうとする群れや憎しみ以外の分岐を求め、人のいない土地で群れを形成して沈静化する、生命の循環を学ぶなど多種多様に及ぶが、人類軍にとってはどの群れも同じ存在として殲滅対象となっている。
『THE BEYOND』では『EXODUS』までは有効であった核兵器による攻撃さえ防ぐ個体やフィールドの形成を可能とする群れまでも出現している。

### 種類
スフィンクス型
声 - ゆかな
第1話で初めて竜宮島に襲来したタイプのフェストゥム。劇中においては比較的登場頻度が高い。「あなたはそこにいますか?」と質問を投げ掛け、「YES」と答えた者には同化を試みるが、「NO」と答えた者には攻撃を加える。主にワームスフィアーや触手を用いた攻撃を行う。この形態はA型種と呼ばれる。
『RoL』終盤ではウーシア型の情報によって海水に適応したこの種が生まれた。
劇場版ではボレアリオスミールに所属するA型種がスカラベR型種の反射攻撃と表情による意思表示を行う。
スフィンクスB型種
『EXODUS』に登場した。他のスフィンクス型とは違って屈強な四肢を持つ。ワームウェッジを連射したり、プレアデス型（親）の光学迷彩、本体と同じ能力を持つコアを持たない分身を生み出すなどの多彩な能力を持つ。第7話ではウォーカーによって交戦したノートゥング・モデルの弱点を突ける特化型に変化している。
スフィンクスC型種
A型種より大型で、巡航形態になることにより高速での戦闘が可能。宇宙空間での活動が確認されている。
スフィンクスD型種
C型種同様大型で、長い頭部と腕部が特徴である。ワームスフィアーの長距離攻撃が可能だが、近距離攻撃に弱い。
『EXODUS』ではスカラベR型種と連携し、数層のヴェルシールドを貫通するワームスフィアーを放てるようになった。
スフィンクスE型種
劇場版で登場。C型種と同じ外見だが、背部に無軌道爆弾のような物を搭載しており爆撃を行う。

アルヘノテルス型
第8話などでグレンデル型と共に登場したフェストゥム。また、グレンデル型と同化することで受けたダメージを回復する場面もみられた。

グレンデル型
小型で3足歩行するフェストゥムでかなり個体数が多い。小型な分、機動性に優れており、建造物内に侵入するといった行動もとれる。
反面、戦闘能力自体は低く（溝口恭介のライフルを受けて倒されたりしている）、あくまでも質より量で勝負するタイプ。
『EXODUS』でも登場し、体長数ミリの超小型の個体が24体のアルヘノテルス型から生み出され、島の上空から投下された。他にもシャッター作戦で作られた密集地に存在するフェストゥムの森に確認されている。
グレンデルB型
『THE BEYOND』に登場する亜種。べノンに属し、偽竜宮島で人間の姿を模倣した個体が多数生活し、セレノアやレガートと共に感情を学習しながら冬眠として生活していた。
グレンデルH型
『THE BEYOND』に登場する亜種。人型の部分とは別に、銃やバイクを模した部分を備える高機動型で、人型部位から射出するエッジやバイク部分から伸ばす刃を武器とし、他グレンデル型を上回る攻撃性能を持つ。
べノンに属し、マリスの搭乗するグリムリーパーのSDPでアショーカの力を無効化された海神島に多数が潜入、CDCを強襲しシャオや千鶴といった多くの犠牲を出した。

プレアデス型（親）
第16話で小型のプレアデス型を引き連れて、竜宮島を襲撃したフェストゥム。それまでのフェストゥムに比べて高い戦闘能力を有し、人類軍の占領により島の戦備が整っていないことも重なって、アルヴィスの防衛機構や人類軍のファフナー、さらにはフォーメーションを組んだ咲良・剣司・衛達のファフナーすら一蹴する。しかし島に帰還した一騎の駆るマークザインには太刀打ちできず、同化能力によって強化されたルガーランスで粉砕される。『EXODUS』では主にクローラー群の個体として登場。
目から光線を放つ他、プレアデス型（子）を生み出し、攻撃に利用する。
公式サイトには「アヌビス型」と記載されたが、その後に出た資料ではすべて「プレアデス型」と書かれている。
プレアデス型（子）
小型でプレアデス型（親）から大量に生み出されるフェストゥム。目標に取り付き、自爆（同化?）することでダメージを与える。単体での破壊力は戦車を破壊する程度だが、密集することで飛躍的に破壊力が増す。この方法を用いて第16話に人類軍に占拠されていたアルヴィスの第1CDCを壊滅に追い込んだものの、得意の自爆もマークザインには無力であり、逆に同化されてしまった。
PSP版ゲーム「蒼穹のファフナー」では「アルキオネ型」と命名されている。

スレイブ型
同化能力を自ら無くしたフェストゥム。通常のフェストゥムから餌として同化標的にされやすい。
春日井 甲洋（かすがい こうよう）
同化を否定し本来の意思を取り戻した甲洋。通常は甲洋の姿をしているが、後に戦闘時にはミョルニアと同じ能力（スフィンクス型形態）を持てるほどにまで進化する。戦闘時の体色は青。
劇中ではミョルニアと共に一騎たちが不在の竜宮島を守り、最終話では、イドゥンのワームスフィアーに取り込まれた一騎と総士を救出している。

コアギュラ型
攻撃をせずに、ただひたすら同化のみを迫るフェストゥム。明確な敵意を持たないせいか、ソロモンでも敵性と判断されず、発見されにくい厄介なタイプ。甲洋が同化され、あやうく咲良も取り込まれそうになった。別名「スフィンクスの卵」。コア型はコアギュラ型から分岐した存在。

コア型
皆城乙姫のような人類とフェストゥムの融合独立個体。世界に少数しか存在せず、劇中では3つのアルヴィスに由来する瀬戸内海ミール系譜の個体、およびそれを模倣したボレアリオス群ミール系譜の個体が登場している。
皆城 乙姫（みなしろ つばき）→皆城 織姫（みなしろ おりひめ）
竜宮島に属する個体。
ワダツミノミコト / プロメテウス / マレスペロ　
声 - 石川静（少年）→櫻井孝宏（青年）
『EXODUS』から登場。金髪の少年。「ワダツミノミコト」の名で島民と共存していたが、人類軍の攻撃でアトランティスが壊滅し、彼も強奪された上にベイグラントのミールと同化させられ、「プロメテウス」のコードネームでプロメテウスの岩戸に軟禁され新国連の手足とされていた。しかし新国連の手でアトランティスの島民と、分身たるパペットに発生→消滅を繰り返された人格という無数の犠牲を強いられたことから、激しい憎しみの感情を蓄積させており、ジョナサンが新国連に回収されたことを機に彼と接触、「憎しみ」の器として彼をフェストゥム化させて反乱。
アルタイルを手に入れ「憎しみ」で世界をとるという野望のもと、マークレゾンと人類軍を新国連から強奪し蜂起。第四次蒼穹作戦の果てにベイグラントと肉体を失い一度は沈黙するも、『THE BEYOND』にてマリスと共謀し大気圏外のゴルディアス結晶核に帰還、全人類への復讐を果たすべく「マレスペロ」を名乗りべノンを創設。戦いを学ぶべく青年の肉体を再構成し地球に降り立つ。
来主 操（くるす みさお）
声 - 木村良平
美羽との対話と操の説得によって「生命の循環」を学んだボレアリオス群ミールが、操を自身のコア型フェストゥムとして転生させた存在。『HAE』の時点では胎児状態ながらも、総士を経由して一騎と接触し彼の視力を回復させた。『EXODUS』にて転生前の状態まで成長し、アルヴィスの協力者として群とともに共闘を行う。
ルヴィ・カーマ
声 - 佐々木りお
アショーカがエスペラント、弓子、ナレインの命を同化したことで再生し、海神島へ根付いたことにより発生したコア。花のようなポッドの中で胎児状となって眠り続けている。
『THE BEYOND』では二年後の時点で既に目覚めている。アショーカのミールを持っていたエメリーと同じ容姿をしており、未来を予見する能力を持つ。
スカラベ型
キノコ・クラゲのような外見のフェストゥム。周囲の物体を同化し、ひたすらに巨大化していく性質がある。作中では完熟形態のR型種と成熟前の個体が出てくる。R型種と成熟前の個体の見分け方は、中心部が顔か目であること（R型種は顔、通常の個体は目である）。
スカラベR型種
作中で登場したスカラベ型の完熟形態であり、極めて個体数の少ないフェストゥム（1期で人類軍が把握しているは3体のみ）。「人間の痛み」を理解し自主的には同化も攻撃もしないが、攻撃を仕掛けてきた相手に対してはカウンターとも取れる方法で反撃する（攻撃したエネルギーを認識して反射し、そのエネルギーで機体をねじる）。ジークフリード・システムを理解したのか、データ上に於いてファフナーにダメージを認識させない非常に厄介な戦法を取った。そのため、機体とパイロットへのみダメージがあり、ペインブロックが機能しない。さらには攻撃の回避が大変困難となっている。
『EXODUS』では個体数も増加し、ウォーカーに属する個体はヴェルシールドを軽減させる特殊な力場を形成、蒼穹作戦でマークザインとマークジーベンが見せた同化射撃をスフィンクスD型種と同化することで再現している。
スカラベJ型種
劇場版に登場したスカラベ型の亜種。従来のスカラベ型と共通の戦法をとるが、枯葉剤を思わせるような毒素を散布する能力を持つ。この種が発生させるワームスフィアーは通常とは異なる緑色であり、改良されたファフナーの装甲を完全に消滅させるところから威力も桁違いに高い。

リヴァイアサン型
人類軍の最終作戦ヘヴンズドア（蒼穹作戦）で登場したフェストゥム。水中での行動が可能で、水中戦に特化した形状をしている。花弁状に大きく開いた口で対象を取り込み同化する。
『EXODUS』ではウォーカーの影響下にある全長60kmに及ぶ巨大な個体が出現、竜宮島を丸ごと飲み込むために生み出された。
アケロス型
『EXODUS』にて登場。腕を持つ魚型の固体でリヴァイアサン型と共に侵攻しシュリーナガルミールを防衛する艦艇に対して特攻をし艦艇を壊滅させた。

マスター型
他のフェストゥムを指揮する立場にある上級フェストゥム。普段は同化した人間の姿をしており、他のフェストゥムとはあらゆる意味で一線を画す。劇中ではイドゥンとミョルニアが確認されている。戦闘時にはスフィンクス型形態に変化する。
イドゥン
声 - 真殿光昭
第二アルヴィスのコアと同化したことで、栗毛の青年の姿をとるようになった。共存を望んだミョルニアとは逆に人類と相容れることはないと考えており、さらにマークニヒトと由紀恵を同化した時の経緯で「憎しみ」の感情を覚えたために人類との全面戦争を望む。
モルドバ基地への襲撃時にはスフィンクス型と良く似た姿に変身している。しかし、従来のスフィンクス型と比べるとサイズや形状が異なり、大小4本の腕と顔がある（ただし、口と目の場所は異なる）。主にワームスフィアーと口から出る触手で攻撃する。
23話で竜宮島を襲撃し、カノンと真矢を一蹴、道夫をも破った上、ジークフリード・システムを総士もろとも奪っていった。
蒼穹作戦時には、ジークフリード・システム内の総士に対して、人類軍とアルヴィスのファフナー部隊に対する作戦の立案を要求した。総士が授けた作戦は、作戦としては誤りではなかったが、イドゥンには当初その作戦の意味するところが理解できず、剣司の攻撃を受けたときに初めてその意味を理解した。これが最後までイドゥンを苦しめることになる。
ミョルニア
声 - 豊口めぐみ
真壁紅音を同化したフェストゥム。人物像は真壁紅音の項を参照。
戦闘時には、女性のような赤い巨体に変化する（フェストゥムは通常、金色）。竜宮島上空で新種のスフィンクス型と交戦し、圧倒的な戦闘力を見せて一騎たちを驚かせた。
真壁紅音を同化したことが原因で自我に目覚めているらしく、フェストゥムの一人称である「我々」と明確に区別して、自分を「私」と呼ぶことが多い。
紅音や日野、乙姫との接触を通じて、従来フェストゥムにはなかった「発展」「情報」といった概念を理解したようである。
自分はフェストゥムであって真壁紅音ではないと称しているが、史彦に対して一騎を育てたことへの礼を言うなど、紅音の人格を持っている様子も見受けられる。
『HAE』ではボレアリオス群に捕らえられ、紅音が持っていた戦術知識を提供する役割を強制されていた。第二次蒼穹作戦にてマークアハトが空母ボレアリオス内部に侵入したことで脱出、竜宮島コア（後の織姫）をボレアリオスミールの侵蝕から守りきって消滅した。
真壁 一騎
声 - 石井真
『EXODUS』終盤にてアビエイターと相打ちとなる形で昏睡状態に陥った一騎を、竜宮島のミールがゴルディアス結晶の力によって、「存在」と「痛み」を調和させる存在の役割を与えた上でフェストゥム化した存在。生命限界はなくなり、竜宮島ミールによる「世界の祝福」を果たす代表として戦線に復帰する。

ウーシア型
『RoL』から登場した大型フェストゥム。『RoL』ではスフィンクス型と認識されていたが、A型種の発生以降はウーシア型へと分類された。この種の情報からスフィンクスA型種などの海中に適応する種が生まれた。
指揮官機としての役割を持ち、ワームスフィアからシーモータル型を生み出す能力を持つ。水中適応能力の有無は不明であるが、『EXODUS』では海中に没したアマテラスを追撃しなかったことから見て、獲得していない可能性が高い。

シーモータル型
戦闘機を模倣した小型フェストゥム。グレンデル型と同じく質より量で戦うタイプである。
シーモータルA型種
『RoL』から登場。航空機に触手が生えた姿をしており、刺した相手を同化する。
シーモータルB型種
『EXODUS』から登場。航空機に目や指が付いた姿をしており、取り付いた相手を同化する他、楔形のワームウェッジを放つ。アビエイターに属する個体はノートゥングモデル並みの大きさで、前面だけだがファフナーの火器を無効化できるバリアを発生させられる。

エウロス型
ヘヴンズドア後、ボレアリオス群ミールが人類の戦い方を学習した結果発生した。赤い体色で他の型に比べて遥かに好戦的。自らの肉体の一部を変形させ、人類の兵器を模倣した格闘術・武器を使用し、攻撃をするのが特徴。さらにミールの干渉によって、戦闘に無関係の個体を含めた他の型をこれに変化させてしまう。人間の軍隊さながらの行動を取っており、ミールはこの能力を利用して竜宮島を攻撃するための戦力を整えた。従来のフェストゥムに比べ、高い戦闘力と同化能力を持っている。ただし、戦術まで人類のそれを模したため、逆に対処され易いという欠点も同時に抱えることになった。劇場版に登場。
『EXODUS』では美羽とエメリーの対話に答え、派遣部隊とペルセウス中隊への援軍として駆けつけた。人類軍とアザゼル型を相手に応戦し、竜宮島とペルセウス中隊を援護した。模倣時の影響なのか、兵装には「新国連軍製兵装」を意味する “N.UN.ARM” の文字が入っている。

アザゼル型
『EXODUS』に登場する指揮官的存在。北極海ミールの欠片のうち独自の成長を遂げた一部が、自らそのものをフェストゥムへと変異させた超大型の個体。新国連によって世界中で6体が確認（新国連管轄下であるベイグラントのみ、観測データに表示されていない）されており、それぞれにレジストコードが付加されている。ザルヴァートルモデルでも苦戦するほどの戦闘力と、非常に高い学習能力を誇る。
派生下のミールが欠片ごとに独自の成長を遂げているため、それぞれが異なる行動原理のもと独立した群れを指揮して行動している。そのため個体によっては共食いをするほどに仲が悪いケースもある。全個体が該当するかは不明であるが、ナレインは彼らが人類に敵意を持ち、地球に接近しているアルタイルとの接触妨害を図っていると分析している。
アザゼルA型種 ウォーカー
人型の個体。下半身が海中に没している状態でも、ノートゥング・モデルとは比べ物にならないほどの巨体を誇る。なお、同個体を含めたフェストゥム群を指揮するミールは、約15万トンの海水へと有機的変異を遂げており、ウォーカーのコア自体も海水化している。
エメリーを追って竜宮島に接近、その後海水状態で島に追行し、一定期間ごとに配下のフェストゥムを送り込み、そのたびに島の戦闘能力を学習し自群にフィードバックするという行動をとっている。人類への軽蔑心はアビエイター同様強く、SDPに伴う同化現象に怯えるパイロット達を嗤うほか、同化現象を恐れず戦うパイロット達には逆上するといった挙動を見せている。
竜宮島に正体を看破されるも再度襲来、自身をも上回る超大型のリヴァイアサン型や、ヴェルシールドを覆い尽くすほど膨大な数の超小型グレンデル型を用いた物量作戦をもって、1か月近い期間をかけて島をじわじわと侵食する作戦を展開し島民を追い詰めていくが、第三次蒼穹作戦において復活したマークフィアー、アマテラス、マークノインの共同戦術によってミールに多大な損害を負う。かろうじて撤退は成功し、竜宮島とペルセウス中隊の合流時にも襲撃を図ったが、群れを作り出すこともできないほど弱体化していたことから、スサノオとボレアリオスミール群のエウロス型に阻止され再び撤退、新国連ダーウィン基地壊滅後に佇んでいたところをベイグラント単体の力で同化された。その後はベイグラントの尖兵とされ、第三アルヴィスを訪れた竜宮島とナレインの前に新たな群れを率いて対峙、ベイグラントのバックアップを受けながらゼロファフナーと応戦するが、同じくゼロファフナーとアマテラスのコンビネーションの前についにコアを破壊され消滅した。その後もウォーカーの最適化した「島殺し」の作戦はベイグラントに引き継がれ、第四時蒼穹作戦にて第三アルヴィス制圧に用いられたが、マークザイン・ニヒトの参戦によってあっけなく攻略された。
「THE BEYOND」にてコアの欠片から新たな個体が作られ、第四次蒼穹作戦から5年後に「フロロ」（声：中西環）という個体名で活動が確認されていたが、一騎の搭乗するアキレスにコアを破壊され消滅した。
アザゼルB型種 ロードランナー
半人半馬型の個体。核を受けても表皮が焼ける程度というヴェルシールド級の個体防壁と、巨体に見合わぬ機動力を併せ持つ。戦闘時には全身から超高出力の火炎を発生させ、天変地異級のバトルフィールドを展開する。
世界樹アショーカへと派生したミールの欠片を付け狙い、主に人類軍の前に登場しナレイン部隊と対峙。ベイグラントに誘導される形で群を率いてシュリーナガルに到来、ナレイン達をあと一歩まで追い詰めるも、現れたマークザイン、マークニヒトの2体を前に群を叩かれ形勢逆転、圧倒的なパワーで2体を圧倒するがコンビネーションの前に敗北し撤退。コアであるミールの欠片だけは逃走に成功したが、最期は体を再構成する前に好機とばかりに現れたアビエイターに同化された。
アザゼルC型種 アビエイター
2足歩行ロボット型の個体。眼がついた巨大な腹部、先端に尾びれのついた長い尾が伸びる貝殻状の背負い物が特徴。頭部周辺はファフナーと類似した外見を持ち、基本的にスフィンクス型と同じく無貌だが、嘲笑する際には鋭利な牙を見せている。人間への軽蔑心が強く、自爆特攻を図ったファフナーをエメリーへの見世物にしたり、一騎の前で人類同士の戦いを嘲笑ったりしている。
戦闘時にはワームを雲状に固めることにより、天候を操作し大嵐級のバトルフィールドを展開する。マークニヒト同様の紫色の落雷も使用可能で、背面から突き出した角を用いることでマークザインのルガーランスのビームを凌駕する威力の光球を放てる。また同化したロードランナーの火炎攻撃も使用可能。
マークザイン、マークニヒトから撤退したロードランナーを捕食・同化した後、ロードランナー同様にベイグラントの通信によって誘導され、ペルセウス中隊らの脱出行を幾度となく襲撃する。ペルセウス中隊と竜宮島の合流時にも同じくベイグラントによって誘導されたアザゼル型たちとともに襲撃するが、マークザインの捨て身の戦法の前に敗北、コアへと還元された末に同化された。
アザゼルD型種 ベイグラント
衛星軌道上に存在する飛行型の個体で、『EXODUS』における敵の根源。新国連がヘブンズドア作戦によって、入手したミールの欠片をアトランティス（第三アルヴィス）のコアおよび人工衛星と同化させたことによって発生した。これらの経緯から、新国連の有するアザゼル型フェストゥムであると同時に世界唯一の宇宙ステーションであり、竜宮島同様にコア（アトランティスのコアがそのまま転用されており、新国連本部のプロメテウスの岩戸にて管理されている）とゴルディアス結晶を有するという特異な個体。
ミツヒロ・バートランドの研究成果によって、コアから発生させた分身たるパペットを経由して、新国連の手足として情報交換及び操作されている。作中では彼らの思惑から、通信により他アザゼル型フェストゥムに情報を与え群を誘導することで、パペット＝ジョナサンを利用してペルセウス中隊への襲撃を誘発していた。
しかしコアが、新国連にアトランティス島民を滅ぼされていた経緯を経ていたことに加え、分身たるパペットに人格を発生・リセットさせたことを生と死のサイクルと認識、これらの大量死からゴルディアス結晶が「憎しみ」を学んだ上で成長するという事態を引き起こしており、コアが人類に反旗を翻す。ゴルディアス結晶に蓄積された激しい「怒り」の感情によって強大な同化能力を発揮、その「器」となったジョナサン=マークレゾンをバックアップし、新国連ダーウィン基地に呼び寄せたクローラー群をも丸ごと一瞬で同化した。さらにウォーカーをも単独で同化し、最後の障害たる竜宮島とアショーカを始末すべく最後の敵として対峙する。第四次蒼穹作戦ではゼロファフナーによる「引き寄せ」SDPに抵抗するも、新国連のミサイル攻撃によって中破、引き寄せによって墜落を余儀なくされた。それでも地面を這いずりながらアショーカの排除を図るが、ゼロファフナーによって防御フィールドを中和され、マークニヒトによってコアを破壊され消滅した。
アザゼルE型種 フローター
飛行型の個体。回転する巨大なUFOのような姿をしている。だが、それは来主操と空母ボレアリオスが擬態していたものであり、遠征部隊と竜宮島との合流ポイントにて正体を現した。人類軍はアザゼル型の一種として分類・認識していた。
アザゼルF型種 クローラー
節足動物型の個体。垂れ下がった巨大な吻と長い4本の関節肢、背中から伸びたスフィンクス型と同形状の翼が特徴。任意の領域を瞬間凍結し、凍結した対象を同化、もしくはフィールド化しフェストゥム群を発生させる能力を持つ。またエスペラントに敵意を察知されないほど高い思考防壁能力を持つ。
北極を生息圏としており、竜宮島と合流しようとするペルセウス中隊の前に出現しアビエイター群とともに襲撃、マークニヒトと対峙し追い詰めるが、合流してきたマークフィアーに妨害され、地球上ミールの共倒れを狙う新国連の核攻撃を察知し撤退した。アトランティスのコアが蜂起したことで、ベイグラントに誘導される形で新国連ダーウィン基地に襲来。マークニヒトと再び対峙するも、乱入してきたマークレゾンに敗北、群やコアもろともベイグラントに同化された。第四次蒼穹作戦でウォーカーと同様にベイグラントの尖兵として現れるも、ニヒト・フィアー・ドライツェンの共同戦術によってコアを破壊され消滅した。
「THE BEYOND」にてコアの欠片から新たな個体が作られ、第五次蒼穹作戦以降から「セレノア」（声：ゆかな）という個体名で活動している。

デルフィネ型
『EXODUS』から登場。蛇もしくはミミズに近い姿をしたフェストゥム。地中を潜航し、飲み込むか尾で貫いた相手を同化する。

ディアブロ型
『EXODUS』から登場。エウロス型と同じく非常に好戦的な人型フェストゥム。ロードランナー群およびベイグラント群の個体が登場。ファフナーと同サイズのA型種と、小型のJ型種が存在する。腕の槍を突き立てることでファフナーを短時間で同化しきるほどの同化能力を持つ。さらには同化したファフナーを消滅させずに操り、同士討ちさせるなどの狡猾な戦い方を見せた。槍による同化の他、引きずり出した人間をディアブロJ型種に変化させて敵に取りつかせる方法もある。本体の戦闘力も高く、丸鋸状のワームスフィアを放ったり、非常に強固なバリアを展開する。
これらの対ファフナー能力から、単体でも熟練のファフナー部隊を壊滅させるほどの戦闘力を誇り、ザルヴァートル・モデルでなければ対処が極めて困難。劇中では同化したファフナーを嗾けたり、見せしめのためにコクピットを引きずり出すなどの、敵をいたぶるかのような行動が多く見られ、これらの行為から人類軍兵士の間では「悪魔」と恐れられている。
A型種も含め従来とは異なる同化方法を持ち、A型種の場合はスフィンクス型やコアギュラ型の時に有効であった、同化された部分を攻撃して切り離す行為があまりに速い同化スピードで意味を成さず、J型種もコクピットブロックの回収を試みても取りついた部分から再生するために、パイロットの救出さえ不可能である。さらにはIFFの概念を理化し、同化された機体はシステム上は友軍機のままである上に指揮官機を奪われた場合は司令部からの遠隔操作でフェンリルを起動させて自爆させることも出来ず、交戦規定アルファを発令しない限り、発砲を含めた全ての対処が不可能である。
海神島にもベイグラントに同化されたウォーカーの群に加わって現れる。リンドブルムに取りつかれて即座にマークドライが離脱しても咲良は同化されかけ、さらに取り付いたマークドライとツクヨミのSDPすら理解し、それを駆使して無人機すら増殖させて襲いかかった。
ディアブロJ型種
同化した人間（主にファフナーパイロット）を材料とした小型フェストゥム。外見はディアブロA型種とほぼ同じ。非常に高い同化能力を持ち、弾丸の雨をかい潜るほどの非常に高い機動性は他の小型フェストゥムとは比べ物にならないほどの脅威である。このタイプが成長するとディアブロA型種となる。

グレゴリ型
声 - 石川静
ペルセウス中隊にて発生していた人間型のフェストゥム。劇中では幼い少年の姿をとった個体が登場。普段は前髪で目を隠すが、時に異形の巨大な眼球を露わにし、人を驚かす。人類軍アグラ基地をはじめとしたエリア・シュリーナガル中を幽霊のごとく神出鬼没で彷徨っている。
アショーカに寄生する人間型のフェストゥムとされており、当初は人間型ではあるがマスター型やコア型とは違い個別の自我はなく、ヒトも襲わないとされていたが、「みんないなくなればいいのに」という発言がみられ、激しい憎しみの感情を蓄積していることが示唆されていた。
実際はアショーカではなく、プロメテウスミールに由来するフェストゥムであり、とっていた外見および激しい憎しみの感情はプロメテウス（のちのマレスペロ）のものであった。

マイスター型
マレスペロがパペットを進化させた人間型フェストゥム。
ケイオス・バートランド（声 - 岡本信彦）
べノン総帥。ジョナサン・ミツヒロ・バートランドから進化した個体で、べノン軍母艦オリンポスにて君臨する。ジョナサン時代の記憶は消去されている。人間をケイ素のスーツ・マスクでコーティングすることで彼らの兵士「ソルダート」へと変える能力を持つ。

正体不明（マークニヒト）
こちらはPSP版ゲーム『蒼穹のファフナー』で登場したモデル。通常のマークニヒトが黒色なのに対し、こちらは全身をフェストゥムに同化されているためか金色をしている。原作のマークニヒトと同じく、ホーミングレーザーや大型ワームスフィアーを使用してくるほか、ワームショットやアームブレードも使用してくる上、機動力も極めて高い。残りHPに応じて射撃戦と接近戦を切り替えてくる上に、撃墜してもなおフェンリルで竜宮島を消滅させようとしてくる。この時、自分の機体がマークザインかマークエルフかによって結末が変化する。なお、ブリーフィングでは機体名は出てこないが、ロックオンして名前の欄を見てみると「MARKNICHT」と書いてある。
フラグメント型
原作では登場せず、PSP版ゲーム『蒼穹のファフナー』でのみ登場したPSP版オリジナルのフェストゥム。攻撃方法はプレアデス型（子）と同じで、自機に取りついて自爆してダメージを与える。フェストゥムに同化されたマークニヒトが攻撃を受けた際に飛び散る破片がこれに変化するため、事実上攻撃すればするほど敵が増えることになるが、所詮マークニヒトの破片でしかなく、マークニヒト沈黙時に全て消滅した。ブリーフィングではこの型が存在しないために正式な名称が不明だが、ロックオンして名前の欄を見てみると、「FRAGMENT」と書いてある。フラグメントは「破片」、「欠片」を意味する。

## スタッフ
|                      | 無印                                           | RIGHT OF LEFT                                 | HEAVEN AND EARTH                              | EXODUS                                        | THE BEYOND                                    | BEHIND THE LINE                               |
| -------------------- | ---------------------------------------------- | --------------------------------------------- | --------------------------------------------- | --------------------------------------------- | --------------------------------------------- | --------------------------------------------- |
| 原作                 | XEBEC                                          | XEBEC                                         | XEBEC                                         | XEBEC                                         | XEBEC                                         | XEBEC                                         |
| 総監督               | N/A                                            | N/A                                           | 能戸隆                                        | 能戸隆                                        | N/A                                           | N/A                                           |
| 監督                 | 羽原信義                                       | 羽原信義                                      | 鈴木利正                                      | 羽原信義                                      | 能戸隆                                        | 能戸隆                                        |
| シリーズ構成         | 山野辺一記（第1 - 15話） 冲方丁（第16 - 26話） | N/A                                           | N/A                                           | 冲方丁                                        | 冲方丁                                        | 冲方丁                                        |
| キャラクターデザイン | 平井久司                                       | 平井久司                                      | 平井久司                                      | 平井久司                                      | 平井久司                                      | 平井久司                                      |
| メカニックデザイン   | 鷲尾直広                                       | 鷲尾直広                                      | 鷲尾直広                                      | 鷲尾直広                                      | 鷲尾直広                                      | 鷲尾直広                                      |
| プロップデザイン     | N/A                                            | N/A                                           | 浅賀和行、朱未穂義人                          | 白井瑠子                                      | N/A                                           | N/A                                           |
| 色彩設定             | 関本美津子（EXODUS以降は色彩設計）             | 関本美津子（EXODUS以降は色彩設計）            | 関本美津子（EXODUS以降は色彩設計）            | 関本美津子（EXODUS以降は色彩設計）            | 関本美津子（EXODUS以降は色彩設計）            | 関本美津子（EXODUS以降は色彩設計）            |
| 美術デザイン         | N/A                                            | N/A                                           | N/A                                           | 青木薫                                        | 青木薫                                        | 越田竜大                                      |
| 美術監督             | 小山俊久                                       | 小山俊久                                      | 鈴木路恵                                      | 小濱俊裕                                      | 鈴木路恵、野村正信 松田春香                   | 堀越由美                                      |
| 撮影監督             | 広瀬勝利                                       | 広瀬勝利                                      | 青木隆                                        | 青木隆                                        | 師岡拓磨                                      |                                               |
| 3D監督               | 本間潤樹                                       | 本間潤樹                                      | 井野元英二（CGIディレクター）                 | 井野元英二（CGIディレクター）                 | 井野元英二（CGIディレクター）                 |                                               |
| 編集                 | 伊藤潤一                                       | 伊藤潤一                                      | 伊藤潤一                                      | 伊藤潤一                                      | 伊藤潤一                                      | 伊藤潤一                                      |
| 音響監督             | 三間雅文                                       | 三間雅文                                      | 三間雅文                                      | 三間雅文                                      | 三間雅文                                      | 三間雅文                                      |
| 音楽                 | 斉藤恒芳                                       | 斉藤恒芳                                      | 斉藤恒芳                                      | 斉藤恒芳                                      | 斉藤恒芳                                      | 斉藤恒芳                                      |
| 音楽制作             | スターチャイルドレコード                       | スターチャイルドレコード                      | スターチャイルドレコード                      | スターチャイルドレコード                      |                                               |                                               |
| プロデューサー       | 中西豪（EXODUSとTHE BEYONDはエグゼクティブP）  | 中西豪（EXODUSとTHE BEYONDはエグゼクティブP） | 中西豪（EXODUSとTHE BEYONDはエグゼクティブP） | 中西豪（EXODUSとTHE BEYONDはエグゼクティブP） | 中西豪（EXODUSとTHE BEYONDはエグゼクティブP） | 中西豪（EXODUSとTHE BEYONDはエグゼクティブP） |
| プロデューサー       | 千野孝敏、能戸隆                               | 千野孝敏、能戸隆                              | N/A                                           | 須藤孝太郎                                    | 須藤孝太郎                                    | N/A                                           |
| プロデューサー       | 千野孝敏、能戸隆                               | 千野孝敏、能戸隆                              | N/A                                           | 橋本龍→亀井博司 丸山博雄                      | N/A                                           | N/A                                           |
| アニメーション制作   | XEBEC                                          | XEBEC                                         | XEBEC                                         | XEBECzwei                                     | XEBECzwei →IGzwei                             | Production I.G                                |
| 製作                 | XEBEC                                          | XEBEC                                         | FAFNER PROJECT                                | FAFNER EXODUS PROJECT                         | FAFNER BEYOND PROJECT                         | FAFNER BEHIND PROJECT                         |
| 製作                 | 竜宮島役場                                     | PLAN L                                        | FAFNER PROJECT                                | MBS                                           | FAFNER BEYOND PROJECT                         | FAFNER BEHIND PROJECT                         |

## 主題歌
無印
オープニングテーマ「Shangri-La」
作詞 - atsuko / 作曲 - atsuko、KATSU / 歌 - angela
オープニング画像は第17話より別バージョン（Mk.Sein Ver.）が使用された。また最終話のエンディングテーマとしても使用された。
この曲は2009年の第2回WBCの日本戦中継の時に「CR蒼穹のファフナー」のCM曲として毎試合流れていた。
また、『蒼穹のファフナー THE BEYOND』第十二話の挿入歌には、新たな録音が使われた。
『アニメージュ』の企画「第28回アニメグランプリ」では「アニメソング部門」で13位にランクインした。
エンディングテーマ
「Separation」（第1話 - 第5話、第7話 - 第8話、第10話 - 第14話、第16話 - 第19話、第25話 - 第26話）
作詞 - atsuko / 作曲 - atsuko、KATSU / 歌 - angela
『アニメージュ』の企画「第28回アニメグランプリ」では「アニメソング部門」で43位にランクインした。
「Separation[Pf]」（第6話、第9話、第21話 - 第24話）
誰かがいなくなったエピソードのエンディングテーマとして使用された「Separation」別アレンジ曲。歌詞は2番が使用された。この曲はangelaのアルバム「I/O」に収録されている。
「Proof」（第15話）
作詞 - atsuko / 作曲 - atsuko、KATSU / 編曲 - KATSU / 歌 - angela
「Separation（Off Vocal Version）」（第20話）
作曲 - atsuko、KATSU / 編曲 - KATSU
「Separation」のインストゥルメンタルバージョン。

イメージソング「fly me to the sky」
作詞 - atsuko / 作曲 - atsuko、KATSU / 歌 - angela

RIGHT OF LEFT
イメージソング「DEAD SET」
作詞 - atsuko / 作曲 - atsuko、KATSU / 歌 - angela
エンディングテーマ「Peace of mind」
作詞 - atsuko / 作曲 - atsuko、KATSU / 歌 - angela
挿入歌「果て無きモノローグ」
作詞 - atsuko / 作曲 - atsuko、KATSU / 歌 - angela
壁の落書きのシーンと同化現象によりパイロット達が消えてゆくエピソードで使われている。これらの曲はangelaのアルバム『PRHYTHM』に収録されている。また、「DEAD SET」、「Peace of mind」に関してはシングルも発売されている。

HEAVEN AND EARTH
イメージソング「FORTUNES」、「理解と破壊へのプレリュード」
作詞 - atsuko / 作曲 - atsuko、KATSU / 歌 - angela
エンディングテーマ「蒼穹」
作詞 - atsuko / 作曲 - atsuko、KATSU / 歌 - angela
挿入歌「さよならの時くらい微笑んで」
作詞 - atsuko / 作曲 - atsuko、KATSU / 歌 - angela
「FORTUNES」と「理解と破壊のプレリュード」はイメージミニアルバム、「蒼穹」と「さよならの時くらい微笑んで」はシングルで発売されている。

EXODUS
オープニングテーマ
第1話、および最終話となる第26話はオープニングなし。
「イグジスト」（第2話 - 第17話）
作詞 - atsuko / 作曲 - atsuko、KATSU / 編曲 - KATSU / 歌 - angela
「DEAD OR ALIVE」(第18話 - 第25話)
作詞 - atsuko / 作曲 - atsuko、KATSU / 編曲 - KATSU /歌 - angela
KATSUの発言によると「DEAD OR ALIVE」の歌詞は『EXODUS』のみならず『蒼穹のファフナー』という作品すべてを総括する内容の歌詞になっているとのこと。

エンディングテーマ
「暗夜航路」（第2話 - 第16話、第26話）
作詞 - atsuko / 作曲 - atsuko、KATSU / 編曲 - KATSU / 歌 - angela
第1話はエンディングなし。
「愛すること」(第17話)
作詞 - atsuko / 作曲 - atsuko、KATSU / 編曲 - KATSU / 歌 - angela
「ホライズン」(第18話 - 第21話、第23話 - 第25話)
作詞 - atsuko / 作曲 - atsuko、KATSU / 編曲 - KATSU /歌 - angela
エンディング画像は第19話より甲洋が追加された第2バージョンが、第21話より操が追加された第3バージョンが使用される。ただし第22話はエンディングなし。

THE BEYOND
オープニングテーマ
「THE BEYOND」（第1話 - 第7話）
作詞 - atsuko / 作曲 - atsuko、KATSU / 編曲 - KATSU / 歌 - angela
第1話はエンディング位置で使用。
「叫べ」（第8話 - ）
作詞 - atsuko / 作曲 - atsuko、KATSU / 編曲 - KATSU / 歌 - angela

エンディングテーマ
「何故に..」（第2話 - 第4話）
作詞 - atsuko / 作曲 - atsuko、KATSU / 編曲 - KATSU / 歌 - angela
「君を許すように」（第5話 - 第7話）
作詞 - atsuko / 作曲 - atsuko、KATSU / 編曲 - KATSU / 歌 - angela
「夜明け待ちのバラード」（第8話 - ）
作詞 - atsuko / 作曲 - atsuko、KATSU / 編曲 - KATSU / 歌 - angela

挿入歌
「その時、蒼穹へ」（第9話、第21話）
作詞 - atsuko / 作曲 - atsuko、KATSU / 編曲 - KATSU / 歌 - angela

BEHIND THE LINE
主題歌「Start again」
作詞 - atsuko / 作曲 - atsuko、KATSU / 編曲 - KATSU / 歌 - angela

音楽劇「蒼穹のファフナー」
オープニングテーマ「Remember me」
作詞 - atsuko / 作曲 - atsuko、KATSU / 編曲 - KATSU / 歌 - angela
エンディングテーマ「生命-イノチ-」
作詞 - atsuko / 作曲 - atsuko、KATSU / 編曲 - KATSU / 歌 - angela

## 各話リスト

### 無印
| 話数 | サブタイトル       | 脚本              | 絵コンテ            | 演出            | 作画監督                    |
| ---- | ------------------ | ----------------- | ------------------- | --------------- | --------------------------- |
| 1    | 楽園〜はじまり     | 山野辺一記        | 羽原信義            | 孫承希 羽原信義 | 山岡信一                    |
| 2    | 告知〜いのち       | 山野辺一記        | 榎本明広            | 榎本明広        | 高橋晃                      |
| 3    | 迷宮〜しんじつ     | 山野辺一記        | 鈴木吉男            | 吉川浩司        | 北郷通                      |
| 4    | 逃航〜ふなで       | 山野辺一記        | うえだしげる        | うえだしげる    | 高橋晃                      |
| 5    | 約束〜ちかい       | 山野辺一記        | 二瓶勇一            | 二瓶勇一        | 高見明男                    |
| 6    | 翔空〜ぎせい       | 山野辺一記        | 榎本明広            | 榎本明広        | 山岡信一、前田明寿          |
| 7    | 家賊〜おやこ       | 山野辺一記        | 西沢晋              | 中津環          | 本橋秀之、大浪太            |
| 8    | 確執〜こうよう     | 山野辺一記        | 大塚健              | うえだしげる    | 高橋晃                      |
| 9    | 同化〜わかれ       | 山野辺一記        | 鈴木利正            | 鈴木利正        | 高見明男、前田明寿          |
| 10   | 分解〜すれちがい   | 山野辺一記        | 榎本明広            | 榎本明広        | 堀たえ子、山岡信一          |
| 11   | 旧新〜じんるいぐん | 山野辺一記        | 二瓶勇一            | 二瓶勇一        | 高橋晃                      |
| 12   | 不在〜あせり       | 山野辺一記 冲方丁 | 菱川直樹            | 菱川直樹        | 高橋晃                      |
| 13   | 侵蝕〜フェストゥム | 山野辺一記 冲方丁 | 羽原久美子          | うえだしげる    | 高見明男、松村拓哉          |
| 14   | 覚醒〜せんりょう   | 山野辺一記 冲方丁 | 西沢晋 榎本明広     | 中津環          | 本橋秀之、大浪太            |
| 15   | 記憶〜さけび       | 山野辺一記 冲方丁 | 大塚健              | 菱川直樹        | 高橋晃                      |
| 16   | 朋友〜おかえり     | 冲方丁            | 羽原信義 二瓶勇一   | 孫承希          | 山岡信一、前田明寿          |
| 17   | 生存〜しかけ       | 冲方丁            | 榎本明広            | 榎本明広        | 高見明男、松村拓哉          |
| 18   | 父親〜おもいで     | 冲方丁            | 菱川直樹            | 菱川直樹        | 高橋晃                      |
| 19   | 真矢〜まなざし     | 冲方丁            | うえだしげる        | うえだしげる    | 近藤源一郎、松村拓哉        |
| 20   | 燈火〜ともしび     | 冲方丁            | 羽原久美子 羽原信義 | 孫承希          | 高見明男                    |
| 21   | 咲良〜みらい       | 冲方丁            | 大森英敏            | 菱川直樹        | 高橋晃                      |
| 22   | 守護〜ちから       | 冲方丁            | 二瓶勇一            | 二瓶勇一        | 山岡信一、前田明寿          |
| 23   | 劫掠〜おとり       | 冲方丁            | 榎本明広            | 榎本明広        | 高見明男、松村拓哉          |
| 24   | 対話〜ミール       | 冲方丁            | 菱川直樹            | 菱川直樹        | 菊池聡延、汐見直 長谷部敦志 |
| 25   | 決戦〜きょうせい   | 冲方丁            | 榎本明広            | 榎本明広        | 高橋晃                      |
| 26   | 蒼穹〜そら         | 冲方丁            | 羽原信義 鷲尾直広   | 羽原信義        | 山岡信一 前田明寿           |

- サブタイトルの背景に書かれた文字は、「各回の竜宮島（アルヴィス）の『緯度・経度』[注 18]」を示している。
- テレビ放送では25話、26話を纏めて1話（最終回1時間SP）として放送したため、話数は25話、サブタイトルは「蒼穹〜そら」となっている。
- DVDでは25話、26話が独立しているため、25話「決戦〜きょうせい」、26話「蒼穹〜そら」となっている。

### EXODUS
| 話数   | サブタイトル     | 脚本   | 絵コンテ                              | 演出                | 作画監督                                           | 作画監督          |
| 話数   | サブタイトル     | 脚本   | 絵コンテ                              | 演出                | キャラ                                             | メカ              |
| ------ | ---------------- | ------ | ------------------------------------- | ------------------- | -------------------------------------------------- | ----------------- |
| 第1話  | 来訪者           | 冲方丁 | 羽原信義                              | 蛭川幸太郎 羽原信義 | 長屋侑利子                                         | 大浪太            |
| 第2話  | 希望の名は       | 冲方丁 | 実原登                                | 高橋秀弥            | 白井瑶子                                           | 古川信之          |
| 第3話  | 対話の代償       | 冲方丁 | 羽原久美子                            | 蛭川幸太郎          | 岡田万衣子                                         | 岡田万衣子        |
| 第4話  | 継承者たち       | 冲方丁 | 実原登                                | 菱川直樹            | 長屋侑利子                                         | 酒井秀基          |
| 第5話  | 新世界へ         | 冲方丁 | 羽原信義                              | 羽原信義            | 実原登、白井瑶子                                   | 古川信之          |
| 第6話  | 祝福のとき       | 冲方丁 | 大塚健 蛭川幸太郎 能戸隆              | 孫承希              | 白井瑶子、長屋侑利子 藤原奈津子                    | 大浪太            |
| 第7話  | 新次元戦闘       | 冲方丁 | 大倉雅彦                              | 鈴木利正            | 実原登                                             | 古川信之          |
| 第8話  | 平和を夢見て     | 冲方丁 | 山岡信一                              | 高橋秀弥            | 長屋侑利子                                         | 大浪太            |
| 第9話  | 英雄二人         | 冲方丁 | 寺岡巌                                | 能戸隆              | 白井瑶子                                           | 大浪太            |
| 第10話 | 希望の地へ       | 冲方丁 | 寺岡巌 菱川直樹 羽原信義              | 長澤剛              | 山岡信一、石原満                                   | 松村拓哉          |
| 第11話 | 変貌             | 冲方丁 | 羽原久美子                            | 菱川直樹            | 萩原省智、辻浩樹 臼田美夫、山口光紀 清水陽一       | 古川信之          |
| 第12話 | 戦場の子供たち   | 冲方丁 | 実原登                                | 高橋秀弥            | 実原登、白井瑶子 野本正幸                          | 古川信之          |
| 第13話 | 闇の中の未来     | 冲方丁 | 鈴木利正                              | 鈴木利正            | 白井瑶子、長屋侑利子 岡田万衣子                    | 大浪太 松村拓哉   |
| 第14話 | 夜明けの行進     | 冲方丁 | 大塚健                                | 羽原信義            | 長屋侑利子、白井瑶子                               | 古川信之          |
| 第15話 | 交戦規定アルファ | 冲方丁 | 多田俊介                              | 多田俊介            | 実原登、小宮山由美子 石動仁                        | 大浪太            |
| 第16話 | 命の行方         | 冲方丁 | 吉田英俊                              | 能戸隆              | 長屋侑利子、白井瑶子                               | 古川信之          |
| 第17話 | 永訣の火         | 冲方丁 | 鈴木利正                              | 鈴木利正            | 長屋侑利子、白井瑶子                               | 大浪太            |
| 第18話 | 罪を重ねて       | 冲方丁 | 大塚健                                | 長澤剛              | 山口光紀、萩原省智 高橋慶江、木下由衣              | 古川信之          |
| 第19話 | 生者の誓い       | 冲方丁 | 山岡信一                              | 高橋秀弥            | 実原登                                             | 古川信之          |
| 第20話 | 戦士の帰還       | 冲方丁 | 鷲尾直広 矢薙じょう                   | 矢野孝典            | 長屋侑利子、萩原省智 山口光紀、小宮山由美子 石動仁 | 古川信之          |
| 第21話 | 目覚めの時       | 冲方丁 | 羽原信義 矢薙じょう                   | 中島大輔            | 山岡信一、山本彩 加藤優、藤原奈津子                | 西井正典          |
| 第22話 | 憎しみの記憶     | 冲方丁 | 寺岡巌 能戸隆                         | 能戸隆              | 白井瑶子                                           | 大浪太            |
| 第23話 | 理由なき力       | 冲方丁 | 長澤剛                                | 長澤剛              | 実原登、高見明男                                   | 新井達也          |
| 第24話 | 第三アルヴィス   | 冲方丁 | 久行宏和                              | 矢野孝典            | 長屋侑利子                                         | 古川信之          |
| 第25話 | 蒼穹作戦         | 冲方丁 | 山岡信一 寺岡巌                       | 上坪亮樹            | 山岡信一、前田明寿 加藤俊、岸本誠司                | 西井正典 松村拓哉 |
| 第26話 | 竜宮島           | 冲方丁 | 矢薙じょう 鷲尾直広 山岡信一 羽原信義 | 能戸隆 羽原信義     | 白井瑶子、平井久司 長屋侑利子、実原登              | 大浪太            |

### THE BEYOND
| 話数   | サブタイトル     | 脚本   | 絵コンテ               | 演出   | 作画監督                                                  | 作画監督                 | キャラクター総作画監督 |
| 話数   | サブタイトル     | 脚本   | 絵コンテ               | 演出   | キャラクター                                              | メカニック               | キャラクター総作画監督 |
| ------ | ---------------- | ------ | ---------------------- | ------ | --------------------------------------------------------- | ------------------------ | ---------------------- |
| 第1話  | 蒼穹作戦         | 冲方丁 | 能戸隆 大浪太          | 能戸隆 | 平井久司                                                  | 大浪太                   | -                      |
| 第2話  | 楽園の子         | 冲方丁 | 実原登                 | 能戸隆 | 長屋侑利子                                                | 大浪太                   | 平井久司               |
| 第3話  | 運命の器         | 冲方丁 | 鈴木利正               | 能戸隆 | 岡田麻衣子 長屋侑利子                                     | 大浪太 鷲尾直広          | 平井久司               |
| 第4話  | 力なき者         | 冲方丁 | 大塚健                 | 能戸隆 | 長屋侑利子                                                | 大浪太                   | 平井久司               |
| 第5話  | 教え子           | 冲方丁 | 実原登                 | 能戸隆 | 実原登 小林史緒里 藤井文乃 重国浩子 長屋侑利子 岡田麻衣子 | 大浪太                   | 平井久司               |
| 第6話  | その傍らに       | 冲方丁 | 鈴木利正               | 能戸隆 | 長屋侑利子                                                | 大浪太                   | 平井久司               |
| 第7話  | 帰らぬ人となりて | 冲方丁 | 大塚健                 | 能戸隆 | 長屋侑利子                                                | 小松英司                 | 平井久司               |
| 第8話  | 遺されしを伝え   | 冲方丁 | 実原登                 | 能戸隆 | 長屋侑利子                                                | 大浪太                   | 平井久司               |
| 第9話  | 第二次L計画      | 冲方丁 | 多田俊介 山岡信一      | 能戸隆 | 長屋侑利子                                                | 大浪太 小松英司 日守彩華 | 平井久司               |
| 第10話 | 嵐, 来たりて     | 冲方丁 | 実原登                 | 能戸隆 | 長屋侑利子                                                | 大浪太                   | 平井久司               |
| 第11話 | 英雄, 二人       | 冲方丁 | 寺岡巌                 | 能戸隆 | 長屋侑利子                                                | -                        | 平井久司               |
| 第12話 | 蒼穹の彼方       | 冲方丁 | 実原登 能戸隆 山岡信一 | 能戸隆 | 平井久司                                                  | 大浪太                   | -                      |

### 単発
| タイトル                          | 脚本   | 絵コンテ                            | 演出                     | 作画監督                                       | 作画監督        |
| タイトル                          | 脚本   | 絵コンテ                            | 演出                     | キャラ                                         | メカ            |
| --------------------------------- | ------ | ----------------------------------- | ------------------------ | ---------------------------------------------- | --------------- |
| 蒼穹のファフナー RIGHT OF LEFT    | 冲方丁 | 鈴木利正 菱川直樹 山岡信一 羽原信義 | 鈴木利正 羽原信義        | 高見明男、堀たえ子 山岡信一                    | 前田明寿        |
| 蒼穹のファフナー HEAVEN AND EARTH | 冲方丁 | 寺岡巌 鈴木利正                     | 鈴木利正 能戸隆 高橋秀弥 | 山岡信一、伊藤裕次 深澤謙二、高見明男 河野悦隆 | 大浪太 前田明寿 |
| 蒼穹のファフナー BEHIND THE LINE  | 冲方丁 | 実原登 山岡信一 大塚健 能戸隆       | 能戸隆                   | 伊藤裕次、長屋侑利子                           | 鷲尾直広        |

## 放送局
| 放送期間                       | 放送時間                             | 放送局             | 対象地域       | 備考                      |
| ------------------------------ | ------------------------------------ | ------------------ | -------------- | ------------------------- |
| 2004年7月5日 - 12月27日        | 月曜 1:30 - 2:00（日曜深夜）         | テレビ東京         | 関東広域圏     |                           |
| 2004年7月6日 - 12月28日        | 火曜 1:28 - 1:58（月曜深夜）         | テレビ愛知         | 愛知県         |                           |
|                                | 火曜 2:00 - 2:30（月曜深夜）         | テレビ北海道       | 北海道         |                           |
|                                | 火曜 2:55 - 3:25（月曜深夜）         | TVQ九州放送        | 福岡県         |                           |
| 2004年7月7日 - 12月28日        | 水曜 3:10 - 3:40（火曜深夜）         | テレビ大阪         | 大阪府         |                           |
| 2004年7月9日 - 12月29日        | 金曜 2:00 - 2:30（木曜深夜）         | テレビせとうち     | 岡山県・香川県 |                           |
| 2006年2月25日 - 2006年5月20日  | 土曜 13:00 - 14:00                   | AT-X               | 日本全域       | CS放送 / リピート放送あり |
| 2006年10月12日 - 2007年4月12日 | 木曜 0:00 - 0:30（水曜深夜）         | キッズステーション | 日本全域       | CS放送 / リピート放送あり |
| 2010年12月13日 - 12月29日      | 平日 19:00 - 20:00                   | TOKYO MX           | 東京都         | 独立局 /                  |
| 2020年7月3日 -                 | 金曜 0:00 - 1:00（木曜深夜）         | BS11               | 日本全域       | BS放送                    |
| 2021年5月17日 -                | 火曜‐金曜 1:50 - 2:20（月‐木曜深夜） | 北海道テレビ       | 北海道         | テレビ朝日系列            |

| 放送期間       | 放送時間                     | 放送局         | 対象地域       |
| -------------- | ---------------------------- | -------------- | -------------- |
| 2005年12月30日 | 金曜 2:25 - 2:55（木曜深夜） | テレビ東京     | 関東広域圏     |
|                |                              | テレビ大阪     | 大阪府         |
| 2005年12月31日 | 土曜 2:15 - 2:45（金曜深夜） | テレビせとうち | 岡山県・香川県 |
|                | 土曜 2:40 - 3:10（金曜深夜） | テレビ北海道   | 北海道         |
|                | 土曜 3:10 - 3:40（金曜深夜） | TVQ九州放送    | 福岡県         |
| 2006年1月5日   | 木曜 2:48 - 3:18（水曜深夜） | テレビ愛知     | 愛知県         |

| 放送期間                                                         | 放送時間                     | 放送局    | 対象地域   | 備考                      |
| ---------------------------------------------------------------- | ---------------------------- | --------- | ---------- | ------------------------- |
| 2015年1月9日 - 4月4日                                            | 金曜 2:19 - 2:49（木曜深夜） | 毎日放送  | 近畿広域圏 | 製作局                    |
| 2015年1月10日 - 4月4日                                           | 土曜 2:25 - 2:55（金曜深夜） | TBSテレビ | 関東広域圏 |                           |
|                                                                  | 土曜 3:12 - 3:42（金曜深夜） | CBCテレビ | 中京広域圏 |                           |
| 2015年1月11日 - 4月5日                                           | 日曜 0:30 - 1:00（土曜深夜） | BS-TBS    | 日本全域   | BS放送                    |
| 2015年1月22日 - 4月16日                                          | 木曜 21:30 - 22:00           | AT-X      | 日本全域   | CS放送 / リピート放送あり |
| 毎日放送、TBSテレビ、CBCテレビ、BS-TBSでは『アニメイズム』B2枠。 |                              |           |            |                           |

| 放送期間               | 放送時間           | 放送局             | 備考                          |
| ---------------------- | ------------------ | ------------------ | ----------------------------- |
| 2015年1月11日 - 4月5日 | 日曜 23:00 - 23:30 | ニコニコ生放送     |                               |
|                        | 日曜 23:30 更新    | ニコニコチャンネル | 第1話無料、第2話以降1週間無料 |

| 放送期間                                                         | 放送時間                     | 放送局    | 対象地域   | 備考             |
| ---------------------------------------------------------------- | ---------------------------- | --------- | ---------- | ---------------- |
| 2015年10月3日 - 12月26日                                         | 土曜 2:25 - 2:55（金曜深夜） | TBSテレビ | 関東広域圏 |                  |
|                                                                  | 土曜 2:40 - 3:10（金曜深夜） | 毎日放送  | 近畿広域圏 | 製作局           |
|                                                                  | 土曜 3:13 - 3:43（金曜深夜） | CBCテレビ | 中京広域圏 |                  |
| 2015年10月4日 - 12月27日                                         | 日曜 0:30 - 1:00（土曜深夜） | BS-TBS    | 日本全域   |                  |
| 2015年10月21日 - 2016年1月13日                                   | 水曜 21:30 - 22:00           | AT-X      | 日本全域   | リピート放送あり |
| TBSテレビ、毎日放送、CBCテレビ、BS-TBSでは『アニメイズム』B2枠。 |                              |           |            |                  |

| 放送期間                 | 放送時間           | 放送局             | 備考                                            |
| ------------------------ | ------------------ | ------------------ | ----------------------------------------------- |
| 2015年10月4日 - 12月27日 | 日曜 12:00 更新    | バンダイチャンネル | 第14話無料、第15話以降有料 有料会員は全話見放題 |
| 2015年10月7日 - 12月30日 | 水曜 22:30 - 23:00 | ニコニコ生放送     |                                                 |
|                          | 水曜 23:00 更新    | ニコニコチャンネル | 第14話無料、第15話以降1週間無料                 |

## 舞台

### 蒼穹のファフナー FACT AND RECOLLECTION
2010年12月16日から21日にかけて、『蒼穹のファフナー FACT AND RECOLLECTION』が劇団アフリカ座により池袋のシアターグリーンBIG TREE THEATERにて全10公演上演された。舞台版では羽佐間翔子・容子・カノンを中心に置き、そこから見たファフナーの世界が描かれる。

#### キャスト（FACT AND RECOLLECTION）
- 羽佐間翔子：松来未祐
- 羽佐間容子：葛城七穂
- 真壁一騎：武田知大
- 皆城総士：高城元気
- 遠見真矢：阿井莉沙
- カノン・メンフィス：山元彩
- 近藤剣司：月原康智（16、17日）、白石稔（18 - 21日）
- 要咲良：山﨑ゆりか
- 小楯衛：実方隼人
- 春日井甲洋：薮中亮平
- 真壁史彦：中谷一博
- 遠見千鶴：篠原恵美
- 堂馬広登：幸道惇也
- その他：鷹月笙、岩野未知、末富えりか、石上静香、箸本のぞみ、増田葵、宮城美寿々、市村和樹、大熊将成、武田香利、タナカ・G・ツヨシなど

#### スタッフ（FACT AND RECOLLECTION）
- 原作：XEBEC・冲方丁
- 脚色：アフリカ座（中山浩・山元彩）
- 演出：中山浩（アフリカ座）
- 監修：羽原信義（XEBEC）
- 企画：葛城七穂（アフリカ座）
- 製作：アフリカ座
- 後援：KING RECORDS

#### 再演
2011年12月7日から11日にかけて、『蒼穹のファフナー FACT AND RECOLLECTION』の再演がBIG TREE THEATERにて全9公演上演された。

#### キャスト（再演）
- 羽佐間翔子：松来未祐
- 皆城総士：桜田航成
- 真壁一騎：田川景一
- 羽佐間容子：葛城七穂
- 遠見千鶴：篠原恵美
- 遠見真矢：長谷川ゆうり
- カノン・メンフィス：池谷祐子
- 要咲良：冴月里実
- 春日井甲洋：大音智海
- 近藤剣司：斉藤航騎
- 小楯衛：佐藤翔
- 皆城乙姫：浦壁多恵
- 真壁史彦：安崎求

### 音楽劇 蒼穹のファフナー
2012年12月20日から30日にかけて、『音楽劇 蒼穹のファフナー』が博品館劇場にて全16公演上演された。
全公演で舞台版キャスト・声優陣・angelaなどゲストによるアフタートークショーが開催された。
12月27日深夜には「皆城総士 生誕祭〜蒼穹のファフナー 年末オールナイトオフ会」イベントも開催された。

#### キャスト（音楽劇）
- 真壁一騎：磯村洋祐
- 皆城総士：桜田航成
- 遠見真矢：松本まりか
- カノン・メンフィス：彩星りおん
- 皆城乙姫：浦壁多恵
- 要咲良：冴月里実
- 春日井甲洋：大音智海
- 近藤剣司：松永一哉
- 小楯衛：丸山隼人
- 遠見千鶴：渚あき
- 真壁紅音：岡まゆみ
- 真壁史彦：安崎求
- 立上芹：石川由依
- フェストゥム：田極翼、飯田一徳、下道純一、山﨑翔太、平栗ひろみ、植竹奈津美、水野杏奈、田代迪子、柴崎咲子、清水日向子

#### スタッフ（音楽劇）
- 原作：XEBEC
- オリジナルストーリー：冲方丁
- 演出：寺﨑秀臣
- 振付：佐々木信彦
- 美術：升平香織
- TVシリーズ音楽：斉藤恒芳
- オリジナル主題歌：angela
- 舞台音楽：倖山リオ
- 音響：金森祥之
- 照明：太田安宣
- 衣装：加世田陽子
- 舞台監督：北条孝、上田光成
- 舞台制作：ジェー・ピー
- 製作：キングレコード 蒼穹のファフナー©XEBEC・竜宮島役場

## ラジオ
蒼穹のファフナーWEBラジオ
2012年7月27日から12月28日までニコニコ生放送にて毎月第4金曜日に配信されたラジオ番組。パーソナリティは喜安浩平（皆城総士 役）、石井真（真壁一騎 役）、松本まりか（遠見真矢 役、第4回から）。全6回。
「蒼穹のファフナー EXODUS」公開WEBラジオ収録生中継
2014年6月28日から2014年10月25日までニコニコ生放送にて毎月第4土曜日（第4回は第3日曜日）に配信されたラジオ番組。出演はアニメキャスト陣が月替わりで務めた。全5回。
WEBラジオ「蒼穹のファフナー EXODUS」
2015年2月3日から3月17日までニコニコ生放送にて毎月第1、第3火曜日に配信された。公開録音のあった4月3日と11月22日には、生中継配信された。出演はアニメキャスト陣が週替わりで務めた。

## 関連商品
映像・音楽の販売元はKING AMUSEMENT CREATIVE（旧・スターチャイルド）。

### BD / DVD
2019年3月13日には、『BEYOND』以外の作品を（後述する「完全版」などの別バージョンも含む）ほぼ全てBD化し1BOXに同梱した「蒼穹のファフナー」シリーズ 究極BOXが初回限定生産された（映画『HEAVEN AND EARTH』はBD版とは別に初となるUHD版も同梱）。
第1期 DVD
1. Arcadian project 01 （1話 - 3話収録）
2. Arcadian project 02 （4話 - 6話収録）
3. Arcadian project 03 （7話 - 9話収録）
4. Arcadian project 04 （10話 - 12話収録）
5. Arcadian project 05 （13話 - 15話収録）
6. Arcadian project 06 （16話 - 18話収録）
7. Arcadian project 07 （19話 - 21話収録）
8. Arcadian project 08 （22話 - 24話収録）
9. Arcadian project 09 （25話、最終話収録）

※ 下記の2巻は究極BOX未収録
1. Arcadian Memory 01 （追憶の楽園 第1話から第16話までの映像をまとめた総集編収録）
2. Arcadian Memory 02 （対話の世界 第17話から第26話までの映像をまとめた総集編収録）

『RIGHT OF LEFT』DVD
発売日：2006年4月5日
- スペシャル版：DISC1本編収録、DISC2映像特典DISC（未放映シーン集/キャストインタビュー/番宣スポット集収録）
- 通常版：DISC1 本編収録
- 後述する『蒼穹のファフナー DVD-BOX』以降にリリースされた映像系BOXでは、本編で使用されなかったシーンを追加し再アフレコを行った「完全版」が収録されている（究極BOXではテレビ放送版も同時収録）。

『HEAVEN AND EARTH』BD /DVD
発売日：2011年9月21日（初回限定生産盤）
2014年12月24日には『EXODUS』放送記念「アンコールプレス」と称し再販された。

EXODUS BD / DVD
| 巻 | 発売日        | 収録話                          | 規格品番     | 規格品番       | 備考                                                        |
| 巻 | 発売日        | 収録話                          | BD版         | DVD版          | 備考                                                        |
| -- | ------------- | ------------------------------- | ------------ | -------------- | ----------------------------------------------------------- |
| 1  | 2015年2月4日  | 第1話（TV版・完全長尺版） 第2話 | KIXA-487     | KIBA-2180      |                                                             |
| 2  | 2015年3月11日 | 第3話 - 第4話                   | KIZX-197     | KIZB-185       | キャラクターソングCD「太陽と月」 （真壁一騎＆皆城総士）同梱 |
| 3  | 2015年4月8日  | 第5話 - 第6話                   | KIZX-199/200 | KIZB-187/188   | webラジオ出張版CD同梱                                       |
| 4  | 2015年6月17日 | 第7話 - 第8話                   | KIZX-201     | KIZB-189       | ドラマCD「THE FOLLOWER」同梱                                |
| 5  | 2015年7月15日 | 第9話 - 第10話                  | KIZX-203/204 | KIZB-191/192   | 特典CD（特別座談会）同梱                                    |
| 6  | 2015年8月5日  | 第11話 - 第13話                 | KIXA-488/489 | KIBA-2181/2182 | 完成披露試写イベント特典映像                                |
| 巻 | 発売日         | 収録話          | 規格品番     | 規格品番       | 備考 |
| 巻 | 発売日         | 収録話          | BD版         | DVD版          | 備考 |
| -- | -------------- | --------------- | ------------ | -------------- | ---- |
| 7  | 2015年12月23日 | 第14話 - 第15話 | KIXA-490     | KIBA-2183      |      |
| 8  | 2016年1月27日  | 第16話 - 第17話 | KIZX-205/206 | KIZB-193/194   |      |
| 9  | 2016年2月24日  | 第18話 - 第19話 | KIZX-207/208 | KIZB-195/196   |      |
| 10 | 2016年3月23日  | 第20話 - 第21話 | KIZX-209/210 | KIZB-197/198   |      |
| 11 | 2016年4月27日  | 第22話 - 第23話 | KIZX-211/212 | KIZB-199/200   |      |
| 12 | 2016年5月25日  | 第24話 - 第26話 | KIXA-491/492 | KIBA-2184/2185 |      |
蒼穹のファフナー EXODUS オリジナルサウンドトラック(BDM)
- 「CD関連」に記した『EXODUS』サウンドトラックに収録された楽曲+特典DVDに収録された演奏収録メイキング映像を全て収録した「Blu-ray Disc Music」版
- サウンドトラックに同梱していたブックレットは画像として収録。
- 究極BOXには未同梱（楽曲自体は究極CD-BOXに収録）

#### BD / DVD-BOX
2009年2月4日にはTV第1期本編全26話、スペシャル放映された『RIGHT OF LEFT』、各種映像特典を収録したDVD-BOXが12枚組で初回限定生産発売された。88Pのブックレット付き。『RIGHT OF LEFT』は前述した「完全版」を収録。
その後BD-BOXが下記の通り数量限定で販売されている。DVD-BOXの収録映像に加えて第1・2話/第25・26話を1エピソード化した「TV初回放送版」も併せて収録された。
- 2012年11月21日　初版（2011年4月2日に発売決定の告知とともにTwitterでも告知）。
- 2015年11月25日　再版（前回同様Twitterで初告知）。

2018年1月31日にはTV第2期本編全26話ほかイベントダイジェストなどの各種特典映像を収録した『EXODUS』BD-BOXが発売された。128Pのブックレット付き。

### CD関連
2019年4月17日には、下記の音楽関連CDを、ほぼ全て1BOXに同梱した「蒼穹のファフナー」シリーズ 究極CD-BOXが初回限定生産された（#ラジオの節で後述する『蒼穹のファフナーWEBラジオ』の出張版もボーナスディスク的に同梱）。

#### ドラマCD
- STAND BY ME
- GONE/ARRIVE

#### サウンドトラック
第1期
- FAFNER in the azure-NO WHERE-
  - 1枚目 蒼穹のファフナーBGM I（29曲） 音楽：斉藤恒芳、演奏：ワルシャワ・フィルハーモニー管弦楽団
  - 2枚目 ドラマアルバム I（9話 - 10話あたりが中心となる） 脚本：冲方丁、音楽：斉藤恒芳
    - 声の出演:真壁一騎（石井真）、皆城総士（喜安浩平）、遠見真矢（松本まりか）

- FAFNER in the azure-NOW HERE-
  - 1枚目 蒼穹のファフナーBGM II 音楽：斉藤恒芳、演奏：ワルシャワフィルハーモニー管弦楽団
  - 2枚目 ドラマアルバム II 脚本：冲方丁
    - 声の出演：真壁一騎（石井真）、皆城総士（喜安浩平）、遠見真矢（松本まりか）、皆城乙姫（仲西環）

HEAVEN AND EARTH
- 蒼穹のファフナー HEAVEN AND EARTH オリジナルサウンドトラック 音楽：斉藤恒芳 (2011年2月23日 KICA-3137)

※下記曲は、究極CD-BOXでは歴代シリーズ群の「主題歌・挿入歌・イメージソング集」ディスクを新規に作成、そちらに収録。
- 主題歌：蒼穹
  - angela17枚目のシングル『蒼穹』

- イメージソング：蒼穹のファフナー HEAVEN AND EARTH イメージミニアルバム
  - （全曲）作詞：atsuko、作曲：atsuko・KATSU、編曲：KATSU

EXODUS
- 蒼穹のファフナー EXODUS オリジナルサウンドトラック vol.1 / vol.2 音楽：斉藤恒芳、演奏：ワルシャワ・フィルハーモニー管弦楽団
  - オリジナルサウンドトラックCD
  - ワルシャワで行った演奏収録メイキング映像DVD（vol.1に前編、vol.2に後編）

#### キャラクターソング
※究極CD-BOXでは「EXODUS」キャラクターソング集ディスクを新規作成、本編BDに同梱されていた曲と一まとめにして収録。
- 一騎-Flugel- 歌：真壁一騎（声：石井真）
- 真矢-azul- 歌：遠見真矢（声：松本まりか）
- 総士-terra- 歌：皆城総士（声：喜安浩平）

### 漫画
本放送当時にメディアワークスから発刊されたものと、テレビアニメ2期『EXODUS』にあわせて2014年から『月刊少年シリウス』（講談社）で連載開始されたものとの2作品がある。
- 電撃コミック版
  - 原作：XEBEC、作画：現津みかみ。
    1. ISBN 4-8402-3055-2
    2. ISBN 4-8402-3325-X
- 月刊少年シリウス版
  - 原作：XEBEC、作画：松下朋未。『シリウス』2014年11月号（同年9月26日発売）から2018年4月号（同年2月26日発売）まで連載し、その後は『Palcy』に移籍して完結まで連載された。アニメの流れを主軸としつつ、小説・ドラマCD・舞台などで描かれた要素を融合させ「完全版」として作られている。全9巻。
    1. 2015年2月9日発売、ISBN 978-4-06-376525-0
    2. 2015年7月9日発売、ISBN 978-4-06-376559-5
    3. 2015年11月9日発売、ISBN 978-4-06-376584-7
    4. 2016年6月9日発売、ISBN 978-4-06-390631-8
    5. 2016年11月9日発売、ISBN 978-4-06-390663-9
    6. 2017年9月8日発売、ISBN 978-4-06-390708-7
    7. 2018年4月9日発売、ISBN 978-4-06-511301-1
    8. 2021年2月9日発売、ISBN 978-4-06-522362-8
    9. 2021年11月9日発売、ISBN 978-4-06-525737-1

### 小説
著：冲方丁。表絵・扉絵・挿絵：平井久司。本放送当時にメディアワークスから発刊されたものと、2013年2月に早川書房より発刊された増補改訂新版がある。後者は前者版を加筆・改訂し、『RIGHT OF LEFT』シナリオと描き下ろしの表紙を追加したもの（前者版の表紙絵・本編中の挿話は無し）。
- 電撃文庫『蒼穹のファフナー』
  - ISBN 4-8402-2911-2
- ハヤカワ文庫JA『蒼穹のファフナー ADOLESCENCE』
  - ISBN 4-1503-1096-3

### ファンブック
- 蒼穹のファフナー完全ビジュアルブック ISBN 4-8402-3036-6
- 蒼穹のファフナーメモリアルブック ISBN 4-89425-404-2
- Newtype Library 「冲方丁 UBUKATA TOW」 ISBN 4048850857 - 『HEAVEN AND EARTH』の前日譚が短編として収録されている。

### ゲーム
ハドソン
蒼穹のファフナー バトルアクション
携帯電話（フィーチャーフォン）用の対戦格闘アクションゲーム。プレイヤーが真壁一騎となって戦う「ストーリーモード」と、好きな登場キャラクターを選んで何連勝できるかを競う「勝ち抜きモード」がある。

下記の全作品は2015年現在バンダイナムコエンターテインメントがゲーム版権を保有・管理している。以下は当時の販売社名で記載。
バンダイ
蒼穹のファフナー（PSP）
アクションシューティング。PSP初のシューティングゲームである。テレビ版とは違った物語が展開し、翔子や咲良が生存していたり甲洋が同化されないなどオリジナルの展開になっている。戦闘中のスキルは会話パートで取得できる。途中の岐でマークザインに乗り換えるかマークエルフのままかでエンディングが若干変化する。恋愛ゲームのような要素があり会話パートでもっとも多く話したキャラクターと二人でのエンディングになる（機体がマークザインの場合のみ）。楽曲などの仕様は基本的にTVアニメのものを使用（ナイトヘーレ開門など）に加えOP曲に「shangri-La」、ED曲に「Separation」が使用されている。フルボイス仕様。

バンダイナムコゲームス／バンプレストレーベル
スーパーロボット大戦K（DS）
本作のキャラクター・ロボットが出演。また、CMナレーションを遠見真矢役の松本まりかが務めている。ゲーム中で特定の条件を満たしたかどうかでエンディングが変化する。条件を満たした場合は翔子、衛、道生が生存。同化現象から回復した咲良や人間に戻った（あるいは人の姿を保つようになった）甲洋も共に日常に戻る様子が描かれる。条件を満たさなかった場合、ミョルニアからもたらされたデータが膨大で解析に手間取っている間に、生き残ったファフナーパイロット達の同化現象が悪化し、近いうちに消滅することを暗示する結末を迎える。総士は救出直後に消滅しないが、同化現象の末期であることに変わりなく、どのエンディングでもル＝コボルを倒すため、改造したジークフリード・システムで人々の想いをソルヴリアスへ中継した負荷により消滅する。
スパロボ学園（DS）
ゲーム内に登場する戦闘シミュレーター「スパロボバトル」にキャラクターと機体が登場。
スーパーロボット大戦UX（3DS）
本作のキャラクター・ロボットが出演。戦闘シーンはフルボイス。また、劇場版との同時参戦となる。ルートによっては出番が多く、『K』同様条件を満たすと翔子、衛、道生が生存。後編での甲洋はどのルートでも加入するが劇場版設定のため人の姿を保っていないので喋らない。来主は原作同様に核から島と一騎たちを守るため死亡するが条件を満たすと生存する。『K』とは異なり総士は復帰してもジークフリード・システムは起動できない。クロスオーバー面では、『機動戦士ガンダムSEED DESTINY』、『リーンの翼』、『忍者戦士飛影』、『機神咆吼デモンベイン』と関わる。

### パチンコ
2009年2月にSANKYOよりパチンコ台『CR蒼穹のファフナー』のリリースが発表され、同年3月に全国のパチンコ店に設置された。
バタフライにより実機シミュレーションアプリ化されており提供先のMobage『モバ7』にて利用可能になっている。

## 評価
『アニメージュ』の企画「第28回アニメグランプリ」では「グランプリ作品部門」で『蒼穹のファフナー』が6位、「サブタイトル部門」で『蒼穹のファフナー』最終話「蒼穹〜そら」が4位にランクインし、『蒼穹のファフナー RIGHT OF LEFT』では第10回文化庁メディア芸術祭アニメーション部門では審査員会推薦作品に選出された。